# Grânulo de estresse

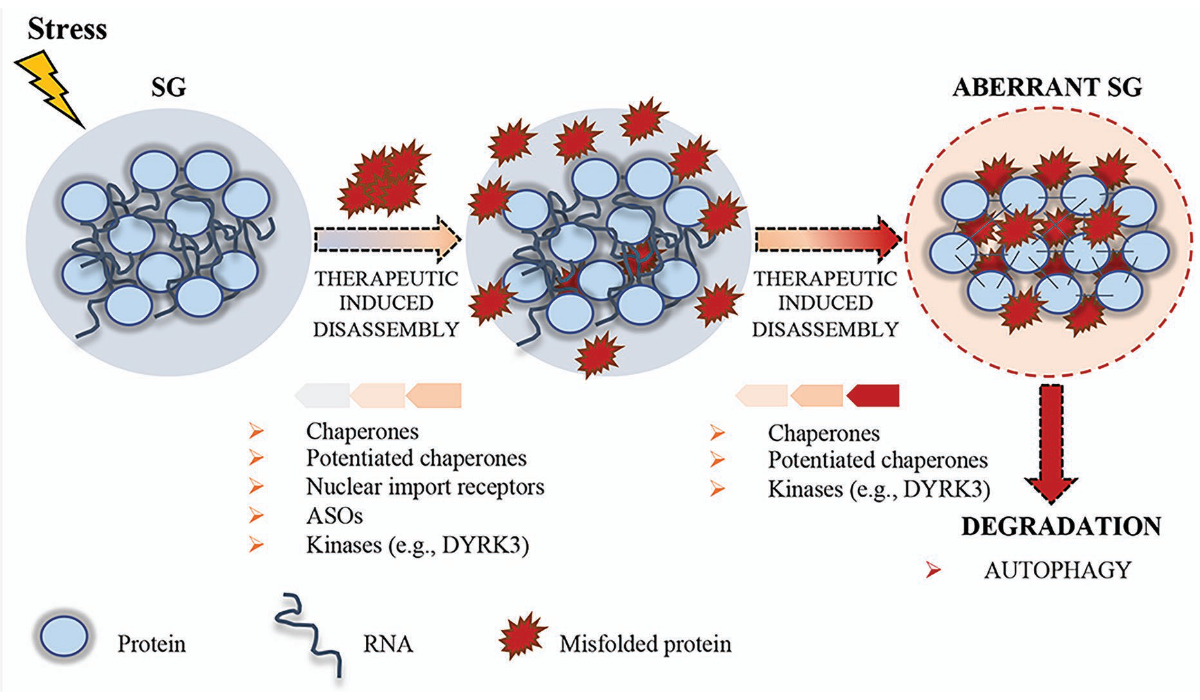
Dinâmica dos grânulos de estresse.

Em biologia celular, os grânulos de estresse são condensados biomoleculares no citosol compostos de proteínas e RNA que se agrupam em organelas sem membrana de 0,1–2 μm quando a célula está sob estresse. As moléculas de mRNA encontradas nos grânulos de estresse são complexos de pré-iniciação de tradução paralisados associados a subunidades ribossômicas 40S, fatores de iniciação de tradução, mRNA poli(A)+ e proteínas de ligação a RNA (RBPs). Embora sejam organelas sem membrana, os grânulos de estresse foram propostos como associados ao retículo endoplasmático. Há também grânulos de estresse nuclear. Este artigo é sobre a variedade citosólica.

## Funções propostas
A função dos grânulos de estresse permanece em grande parte desconhecida. Há muito tempo que se propõe que os grânulos de estresse tenham a função de proteger o RNA de condições prejudiciais, daí seu aparecimento sob estresse. O acúmulo de RNA em glóbulos densos pode impedi-los de reagir com substâncias químicas nocivas e proteger as informações codificadas em sua sequência de RNA.
Os grânulos de estresse também podem funcionar como um ponto de decisão para mRNA não traduzido. As moléculas podem seguir um de três caminhos: armazenamento adicional, degradação ou reinício da tradução. Por outro lado, também foi argumentado que os grânulos de estresse não são locais importantes para o armazenamento de mRNA, nem servem como um local intermediário para o mRNA em trânsito entre um estado de armazenamento e um estado de degradação.
Os esforços para identificar todo o RNA dentro dos grânulos de estresse (o transcriptoma do grânulo de estresse) de forma imparcial, por meio do sequenciamento do RNA de "núcleos" de grânulos de estresse purificados bioquimicamente, mostraram que o RNA não é recrutado para os grânulos de estresse de maneira específica da sequência, mas sim genericamente, com transcrições mais longas e/ou traduzidas de forma menos otimizada sendo enriquecidas. Esses dados implicam que o transcriptoma do grânulo de estresse é influenciado pela valência do RNA (para proteínas ou outro RNA) e pelas taxas de escoamento de RNA dos polissomos. Este último é ainda apoiado por estudos recentes de imagens de moléculas únicas. Além disso, estimou-se que apenas cerca de 15% do mRNA total na célula está localizado nos grânulos de estresse, sugerindo que os grânulos de estresse influenciam apenas uma minoria do mRNA na célula e podem não ser tão importantes para o processamento do mRNA como se pensava anteriormente. Dito isto, esses estudos representam apenas um instantâneo no tempo, e é provável que uma fração maior de mRNA seja armazenada em algum momento em grânulos de estresse devido ao trânsito de RNA para dentro e para fora.
As proteínas de estresse que são o principal componente dos grânulos de estresse nas células vegetais são chaperonas moleculares que sequestram, protegem e possivelmente reparam proteínas que se desdobram durante o calor e outros tipos de estresse. Portanto, qualquer associação de mRNA com grânulos de estresse pode ser simplesmente um efeito colateral da associação de proteínas de ligação a RNA parcialmente desdobradas com grânulos de estresse, semelhante à associação de mRNA com proteassomas.

### Danos ao RNA
DHX9 é um grânulo de estresse distinto que possui atividade helicase capaz de atuar no RNA fita dupla, mas não no DNA, para promover a sobrevivência celular. DHX9 atua como um compartimento citoplasmático não ligado à membrana para proteger as células-filhas de danos ao RNA parental. A montagem dos grânulos de estresse DHX9 parece ser um mecanismo dedicado em células de mamíferos para proteção contra danos de reticulação de RNA.

## Formação
Estressores ambientais desencadeiam a sinalização celular, levando eventualmente à formação de grânulos de estresse. In vitro, esses estressores podem incluir calor, frio, estresse oxidativo (arsenito de sódio), estresse do retículo endoplasmático (tapsigargina), inibição do proteassoma (MG132), estresse hiperosmótico, radiação ultravioleta, inibição de eIF4A (pateamina A, hippuristanol ou RocA), acúmulo de óxido nítrico após tratamento com 3-morfolinosidnonimina (SIN-1), perturbação do splicing pré-mRNA, e outros estressores, como a puromicina, que resultam em polissomos desmontados. Muitos desses estressores resultam na ativação de cinases específicas associadas ao estresse (HRI, PERK, PKR e GCN2), inibição translacional e formação de grânulos de estresse. Os grânulos de estresse também se formarão após a ativação de Gαq em um mecanismo que envolve a liberação de proteínas associadas aos grânulos de estresse da população citosólica da fosfolipase C β efetora de Gαq.
A formação de grânulos de estresse ocorre frequentemente a jusante da fosforilação ativada por estresse do fator de iniciação da tradução eucariótica eIF2α; isso não é válido para todos os tipos de estressores que induzem grânulos de estresse, por exemplo, a inibição de eIF4A. Mais a jusante, a agregação semelhante a um príon da proteína TIA-1 promove a formação de grânulos de estresse. O termo semelhante a príon é usado porque a agregação de TIA-1 é dependente da concentração, inibida por chaperonas e porque os agregados são resistentes às proteases. Também foi proposto que os microtúbulos desempenham um papel na formação de grânulos de estresse, talvez transportando componentes dos grânulos. Esta hipótese baseia-se no fato de que a ruptura dos microtúbulos com o produto químico nocodazol bloqueia o aparecimento dos grânulos. Além disso, muitas moléculas de sinalização demonstraram regular a formação ou a dinâmica dos grânulos de estresse; estas incluem a proteína quinase ativada por AMP (AMPK) do "sensor mestre de energia", a enzima O-GlcNAc transferase (OGT) e a quinase pró-apoptótica ROCK1.

### Possíveis papéis das interações RNA-RNA
Transições de fase do RNA conduzidas em parte por interações intermoleculares RNA-RNA podem desempenhar um papel na formação de grânulos de estresse. Semelhante às proteínas intrinsecamente desordenadas, os extratos de RNA total são capazes de sofrer separação de fase em condições fisiológicas in vitro. As análises de RNA-seq demonstram que esses conjuntos compartilham um transcriptoma amplamente sobreposto com grânulos de estresse, com o enriquecimento de RNA em ambos sendo predominantemente baseado no comprimento do RNA. Além disso, os grânulos de estresse contêm muitas helicases de RNA, incluindo as helicases DEAD/H-box Ded1p/DDX3, eIF4A1 e RHAU. Na levedura, os alelos mutantes catalíticos ded1 dão origem a grânulos de estresse constitutivos. Os alelos mutantes DDX3X (o homólogo mamífero de Ded1) deficientes em ATPase são encontrados no meduloblastoma pediátrico e coincidem com conjuntos granulares constitutivos em células de pacientes. Essas proteínas DDX3 mutantes promovem a montagem de grânulos de estresse em células HeLa. Em células de mamíferos, os mutantes RHAU levam à redução da dinâmica dos grânulos de estresse. Assim, alguns levantam a hipótese de que a agregação de RNA facilitada pelas interações intermoleculares RNA-RNA desempenha um papel na formação de grânulos de estresse, e que esse papel pode ser regulado por helicases de RNA. Há também evidências de que o RNA dentro dos grânulos de estresse é mais compactado, comparado ao RNA no citoplasma, e que o RNA é modificado pós-traducionalmente pela N6-metiladenosina (m6A) em suas extremidades 5' ou acetilação do RNA ac4C. Trabalhos recentes mostraram que o fator de iniciação da tradução altamente abundante e a proteína DEAD-box eIF4A limitam a formação de grânulos de estresse. Ele faz isso por meio de sua capacidade de ligar ATP e RNA, agindo de forma análoga às chaperonas de proteínas como Hsp70.

## Conexão com órgãos de processamento
Grânulos de estresse e corpos P (corpos de processamento) compartilham componentes de RNA e proteína, ambos aparecem sob estresse e podem se associar fisicamente uns aos outros. Em 2018, das ~660 proteínas identificadas como localizadas em grânulos de estresse, ~11% também foram identificadas como proteínas de processamento localizadas no corpo (veja abaixo). A proteína G3BP1 é necessária para o encaixe adequado dos corpos de processamento e dos grânulos de estresse entre si, o que pode ser importante para a preservação do mRNA poliadenilado.
Embora alguns componentes proteicos sejam compartilhados entre os grânulos de estresse e os corpos de processamento, a maioria das proteínas em qualquer uma das estruturas são localizadas exclusivamente em cada uma delas. Embora tanto os grânulos de estresse quanto os corpos P estejam associados ao mRNA, os corpos de processamento têm sido há muito propostos como locais de degradação do mRNA porque contêm enzimas como DCP1/2 e XRN1 que são conhecidas por degradar o mRNA. No entanto, outros demonstraram que o mRNA associado aos corpos de processamento são amplamente reprimidos na tradução, mas não degradados. Também foi proposto que o mRNA selecionado para degradação seja passado dos grânulos de estresse para os corpos de processamento, embora também existam dados sugerindo que os corpos de processamento precedem e promovem a formação dos grânulos de estresse.

## Composição proteica dos grânulos de estresse
O proteoma completo dos grânulos de estresse ainda é desconhecido, mas esforços foram feitos para catalogar todas as proteínas que foram experimentalmente demonstradas transitando para os grânulos de estresse. Importantemente, diferentes estressores podem resultar em grânulos de estresse com diferentes componentes proteicos. Muitas proteínas associadas aos grânulos de estresse foram identificadas por meio do estresse transitório de células cultivadas e utilizando microscopia para detectar a localização de uma proteína de interesse, seja expressando essa proteína fundida a uma proteína fluorescente (ou seja, proteína fluorescente verde (GFP)) e/ou fixando células e usando anticorpos para detectar a proteína de interesse junto com marcadores de proteína conhecidos dos grânulos de estresse (imunocitoquímica).
Em 2016, "núcleos" de grânulos de estresse foram identificados experimentalmente e então purificados bioquimicamente pela primeira vez. As proteínas nos núcleos foram identificadas de maneira imparcial usando espectrometria de massa. Este avanço técnico levou à identificação de centenas de novas proteínas localizadas em grânulos de estresse.
O proteoma dos grânulos de estresse também foi determinado experimentalmente usando duas abordagens de marcação de proximidade ligeiramente diferentes. Uma dessas abordagens de rotulagem de proximidade é o método da ascorbato peroxidase (APEX), no qual as células são projetadas para expressar uma proteína de grânulo de estresse conhecida, como G3BP1, fundida a uma enzima ascorbato peroxidase modificada chamada APEX. Após a incubação das células em biotina e o tratamento das células com peróxido de hidrogênio, a enzima APEX será brevemente ativada para biotinilar todas as proteínas próximas à proteína de interesse, neste caso G3BP1 dentro de grânulos de estresse. Proteínas biotiniladas podem então ser isoladas via estreptavidina e identificadas usando espectrometria de massa. A técnica APEX foi usada para identificar ~260 proteínas associadas a grânulos de estresse em vários tipos de células, incluindo neurônios, e com vários estressores. Das 260 proteínas identificadas neste estudo, ~143 não tinham sido previamente demonstradas como associadas a grânulos de estresse.
Outro método de marcação de proximidade usado para determinar o proteoma dos grânulos de estresse é o BioID. O BioID é semelhante à abordagem APEX, pois uma proteína biotinilante (BirA* em vez de APEX) foi expressa nas células como uma proteína de fusão com várias proteínas conhecidas associadas a grânulos de estresse. Proteínas próximas a BirA* serão biotiniladas e então identificadas por espectrometria de massa. Youn et al. usaram este método para identificar/prever 138 proteínas associadas a grânulos de estresse e 42 associadas a corpos de processamento.
A seguir está uma lista de proteínas que demonstraram localizar-se em grânulos de estresse (compilada de):
| Gene ID   | Nome da proteína                                                 | Descrição                                                                                | Ref. | Também encontrado em corpos de processamento? |
| --------- | ---------------------------------------------------------------- | ---------------------------------------------------------------------------------------- | --- | --------------------------------------------- |
| ABCF1     | ABCF1                                                            | Membro 1 da Subfamília F do Cassete de Ligação de ATP                                    | [ 49 ] |                                               |
| ABRACL    | ABRACL                                                           | ABRA C-Terminal Semelhante                                                               | [ 49 ] |                                               |
| ACAP1     | ACAP1                                                            | ArfGAP com Espiral Coiled, Repetição de Anquirina e Domínios PH 1                        | [ 49 ] |                                               |
| ACBD5     | ACBD5                                                            | Domínio de Ligação de Acil-CoA Contendo 5                                                | [ 49 ] |                                               |
| ACTBL2    | ACTBL2                                                           | Proteína semelhante à beta-actina 2                                                      | [ 50 ] | sim                                           |
| ACTR1A    | ACTR1A                                                           | Alfa-centracina                                                                          | [ 50 ] |                                               |
| ACTR1B    | ACTR1B                                                           | Beta-centracina                                                                          | [ 50 ] |                                               |
| ADAR      | ADAR1                                                            | Adenosina Desaminase, Específica de RNA                                                  | [ 52 ] [ 50 ] |                                               |
| ADD1      | Aducina 1                                                        | Aducina 1                                                                                | [ 49 ] |                                               |
| AGO1      | Argonauta 1/EIF2C1                                               | Argonauta 1, Componente Catalítico RISC                                                  | [ 49 ] [ 53 ] | sim                                           |
| AGO2      | Argonauta 2                                                      | Argonauta 2, Componente Catalítico RISC                                                  | [ 49 ] [ 54 ] [ 53 ] [ 55 ] [ 50 ] [ 56 ] [ 57 ]                                                                                | sim                                           |
| AKAP8     | AKAP8                                                            | Proteína de Ancoragem de A-Cinase 8                                                      | [ 57 ] |                                               |
| AKAP9     | AKAP350                                                          | Proteína de Ancoragem de A-Cinase 9                                                      | [ 58 ] |                                               |
| AKAP13    | AKAP13/LBC                                                       | Proteína de Ancoragem de A-Cinase 13                                                     | [ 49 ] [ 57 ] |                                               |
| ALDH18A1  | ALDH18A1                                                         | Delta-1-pirrolina-5-carboxilato sintase                                                  | [ 50 ] |                                               |
| ALG13     | ALG13                                                            | ALG13, Subunidade UDP-N-Acetilglucosaminiltransferase                                    | [ 59 ] |                                               |
| ALPK2     | ALPK2/HAK                                                        | Alfa Quinase 2                                                                           | [ 57 ] |                                               |
| AMOTL2    | AMOTL2/LCCP                                                      | Semelhante à Angiomotina 2                                                               | [ 57 ] |                                               |
| ANKHD1    | ANKHD1                                                           | Repetição de Anquirina e Domínio KH contendo 1                                           | [ 59 ] | sim                                           |
| ANKRD17   | ANKRD17/MASK2/GTAR                                               | Domínio de Repetição de Anquirina 17                                                     | [ 49 ] [ 59 ] | sim                                           |
| ANG       | Angiogenina                                                      | Angiogenina                                                                              | [ 60 ] |                                               |
| ANP32E    | ANP32E                                                           | Membro E da família da fosfoproteína nuclear 32 rica em leucina ácida                    | [ 50 ] |                                               |
| ANXA1     | ANXA1                                                            | Anexina A1                                                                               | [ 50 ] |                                               |
| ANXA11    | ANXA11                                                           | Anexina 11                                                                               | [ 49 ] |                                               |
| ANXA6     | ANXA6                                                            | Anexina 6                                                                                | [ 50 ] |                                               |
| ANXA7     | ANXA7                                                            | Anexina 7                                                                                | [ 50 ] [ 49 ] |                                               |
| APEX1     | APEX1                                                            | DNA-(apurinic or apyrimidinic site) lyase                                                | [ 50 ] |                                               |
| APOBEC3C  | APOBEC3C                                                         | Subunidade 3C da Enzima Catalítica de Edição de mRNA da Apolipoproteína B                | [ 49 ] [ 57 ] |                                               |
| APOBEC3G  | APOBEC3G                                                         | Subunidade 3G da Enzima Catalítica de Edição de mRNA da Apolipoproteína B                | [ 53 ] |                                               |
| ARID2     | ARID2/BAF200                                                     | Domínio de Interação Rico em AT 2                                                        | [ 57 ] |                                               |
| ARPC1B    | ARPC1B                                                           | Complexo 2/3 da proteína relacionada à actina, subunidade 1B                             | [ 50 ] |                                               |
| AHSA1     | AHA1                                                             | Ativador da atividade ATPase HSP90 1                                                     | [ 61 ] |                                               |
| AQR       | AQR/IBP160                                                       | Fator Spliceossômico de ligação ao íntron de Aquarius                                    | [ 49 ] |                                               |
| ARMC6     | ARMC6                                                            | Repetição Armadillo contendo 6                                                           | [ 49 ] |                                               |
| ASCC1     | ASCC1                                                            | Subunidade 1 do complexo cointegrador do sinal de ativação 1                             | [ 49 ] [ 59 ] |                                               |
| ASCC3     | ASCC3                                                            | Subunidade 3 do complexo cointegrador do sinal de ativação 1                             | [ 59 ] |                                               |
| ATAD2     | ATAD2                                                            | Proteína 2 contendo o domínio AAA da família ATPase                                      | [ 50 ] |                                               |
| ATAD3A    | ATAD3A                                                           | Proteína 3A contendo o domínio AAA da família ATPase                                     | [ 50 ] | sim                                           |
| ATG3      | ATG3                                                             | Relacionado à autofagia 3                                                                | [ 49 ] |                                               |
| ATP5A1    | ATP5A1                                                           | Subunidade alfa da ATP sintase mitocondrial                                              | [ 50 ] |                                               |
| ATP6V1G1  | ATP6V1G1/ATP6G                                                   | Subunidade G1 da V1 transportadora de ATPase H+                                          | [ 49 ] |                                               |
| ATXN2     | Ataxina 2                                                        | Ataxina 2                                                                                | [ 50 ] [ 49 ] [ 59 ] [ 57 ] [ 62 ] [ 63 ] [ 64 ] [ 65 ] [ 66 ] [ 67 ]                                                           |                                               |
| ATXN2L    | Semelhante à ataxina 2                                           | Semelhante à ataxina 2                                                                   | [ 50 ] [ 49 ] [ 59 ] [ 57 ] [ 64 ] [ 67 ]                                                                                       |                                               |
| BAG3      | BAG3                                                             | Regulador 3 da chaperona molecular da família BAG                                        | [ 50 ] |                                               |
| BANF1     | BANF1                                                            | Fator de barreira à autointegração                                                       | [ 50 ] |                                               |
| BAZ1B     | BAZ1B                                                            | Bromodomínio adjacente ao domínio dedo de zinco 1B                                       | [ 57 ] |                                               |
| BAZ2A     | BAZ2A                                                            | Bromodomínio adjacente ao domínio dedo de zinco 2A                                       | [ 57 ] |                                               |
| BCCIP     | BCCIP                                                            | Proteína que interage com BRCA2 e CDKN1A                                                 | [ 49 ] |                                               |
| BCLAF1    | BCLAF1                                                           | Fator de Transcrição 1 Associado a BCL2                                                  | [ 49 ] |                                               |
| BICC1     | BICC1                                                            | Proteína de Ligação a RNA da Família BicC 1                                              | [ 59 ] |                                               |
| BIRC2     | BIRC2/CIAP1                                                      | Repetição IAP Baculoviral Contendo 2                                                     | [ 57 ] |                                               |
| BLM       | BLM                                                              | Helicase Semelhante a RecQ de BLM                                                        | [ 57 ] |                                               |
| BOD1L1    | BOD1L1/FAM44A                                                    | Biorientação de Cromossomos na Divisão Celular 1 Semelhante a 1                          | [ 57 ] |                                               |
| BOLL      | BOULE                                                            | Homólogo de Boule, Proteína de Ligação a RNA                                             | [ 68 ] |                                               |
| BRAT1     | BRAT1                                                            | Ativador ATM 1 associado a BRCA1                                                         | [ 50 ] |                                               |
| BRF1      | BRF1                                                             | BRF1, fator de resposta a butirato-1                                                     | [ 69 ] |                                               |
| BTG3      | BTG3                                                             | Fator Antiproliferação 3 BTG                                                             | [ 59 ] | sim                                           |
| C9orf72   | C9orf72                                                          | Proteína não caracterizada C9orf72                                                       | [ 70 ] [ 71 ] |                                               |
| C15orf52  | C15orf52                                                         | Proteína não caracterizada C15orf52                                                      | [ 50 ] |                                               |
| C20orf27  | C20orf72                                                         | Quadro de Leitura Aberto 27 do Cromossomo 20                                             | [ 49 ] |                                               |
| C2CD3     | C2CD3                                                            | Domínio Dependente de Cálcio C2 Contendo 3                                               | [ 49 ] |                                               |
| CALML5    | CALML5                                                           | Proteína semelhante à calmodulina 5                                                      | [ 50 ] |                                               |
| CALR      | Calreticulina/CRT                                                | Calreticulina                                                                            | [ 72 ] |                                               |
| CAMSAP1   | CAMSAP1                                                          | Proteína 1 Associada à Espectrina Regulada por Calmodulina                               | [ 57 ] |                                               |
| CAP1      | CAP1                                                             | Proteína 1 associada à Adenililciclase                                                   | [ 50 ] |                                               |
| CAPRIN1   | Caprin-1                                                         | Proteína 1 Associada ao Ciclo Celular                                                    | [ 49 ] [ 59 ] [ 73 ] [ 58 ] [ 74 ] [ 50 ] [ 75 ] [ 76 ] [ 77 ] [ 67 ] [ 57 ]                                                    |                                               |
| CAPZA2    | CAPZA2                                                           | Subunidade alfa-2 da proteína de encapsulamento de actina-F                              | [ 50 ] |                                               |
| CAPZB     | CAPZB                                                            | Subunidade beta da linha Z da proteína de encapsulamento de actina muscular              | [ 57 ] |                                               |
| CARHSP1   | CARHSP1                                                          | Proteína 1 termoestável regulada por cálcio                                              | [ 50 ] |                                               |
| CASC3     | MLN51/BTZ                                                        | Suscetibilidade ao Câncer 3                                                              | [ 49 ] [ 59 ] [ 57 ] [ 78 ] [ 79 ]                                                                                              |                                               |
| CBFB      | CBFB                                                             | Subunidade beta do fator de ligação ao core                                              | [ 50 ] |                                               |
| CBS       | CBS                                                              | Cistationina Beta-Sintase                                                                | [ 57 ] |                                               |
| CBX1      | CBX1                                                             | Homólogo 1 da proteína Chromobox                                                         | [ 50 ] [ 67 ] |                                               |
| CBX3      | CBX3                                                             | Homólogo 3 da proteína Chromobox                                                         | [ 57 ] |                                               |
| CCAR1     | CARP-1                                                           | Regulador 1 do Ciclo de Divisão Celular e Apoptose                                       | [ 58 ] [ 57 ] |                                               |
| CCDC9     | CCDC9                                                            | Domínio Coiled-Coil Contendo 9                                                           | [ 57 ] |                                               |
| CCDC9B    | CCDC9B                                                           | Domínio Coiled-Coil Contendo 9B                                                          | [ 57 ] |                                               |
| CCDC124   | CCDC124                                                          | Domínio Espiral Contendo 124                                                             | [ 49 ] |                                               |
| CCDC85C   | CCDC85C                                                          | Domínio Espiral Contendo 85C                                                             | [ 49 ] |                                               |
| CCT3      | CCT3                                                             | Proteína do Complexo T, Subunidade 1, Gama                                               | [ 50 ] |                                               |
| CCT6A     | CCT6A                                                            | Proteína do Complexo T, Subunidade 1, Zeta                                               | [ 50 ] |                                               |
| CDC20     | CDC20                                                            | Ciclo de Divisão Celular 20                                                              | [ 57 ] |                                               |
| CDC37     | CDC37                                                            | Ciclo de Divisão Celular 37                                                              | [ 61 ] |                                               |
| CDC5L     | CDC5L                                                            | Proteína semelhante à 5 do Ciclo de Divisão Celular                                      | [ 50 ] |                                               |
| CDC73     | CDC73                                                            | Parafibromina                                                                            | [ 50 ] |                                               |
| CDK1      | CDK1                                                             | Cinase 1 dependente de ciclina                                                           | [ 50 ] |                                               |
| CDK2      | CDK2                                                             | Cinase 2 dependente de ciclina                                                           | [ 80 ] |                                               |
| CDV3      | CDV3                                                             | Homólogo CDV3                                                                            | [ 49 ] |                                               |
| CELF1     | CUGBP1                                                           | Membro da família CUGBP Semelhante a Elav 1                                              | [ 50 ] [ 49 ] [ 59 ] [ 57 ] [ 81 ]                                                                                              |                                               |
| CELF2     | CUGBP2/BRUNOL3                                                   | Membro da família CUGBP Semelhante a Elav 2                                              | [ 49 ] |                                               |
| CELF3     | CUGBP3/BRUNOL1                                                   | Membro da família CUGBP Semelhante a Elav 3                                              | [ 49 ] |                                               |
| CENPB     | CENPB                                                            | Autoantígeno B do centrômero principal                                                   | [ 50 ] |                                               |
| CENPF     | CENPF                                                            | Proteína F do Centrômero                                                                 | [ 57 ] |                                               |
| CEP78     | CEP78/CRDHL                                                      | Proteína Centrossômica 78                                                                | [ 49 ] |                                               |
| CEP85     | CEP85/CCDC21                                                     | Proteína Centrossômica 78                                                                | [ 59 ] |                                               |
| CERKL     | Semelhante à Ceramida Quinase                                    | Semelhante à Ceramida Quinase                                                            | [ 82 ] |                                               |
| CFL1      | Cofilina-1                                                       | Cofilina-1                                                                               | [ 50 ] |                                               |
| CHCHD3    | CHCHD3                                                           | Proteína 3 contendo o domínio da hélice-coiled-coiled-coil-helix, mitocondrial           | [ 50 ] |                                               |
| CHORDC1   | CHORDC1/CHP1                                                     | Proteína 1 contendo o domínio rico em cisteína e histidina                               | [ 50 ] |                                               |
| CIRBP     | CIRP                                                             | Proteína de ligação a RNA induzível pelo frio                                            | [ 49 ] [ 57 ] [ 83 ] |                                               |
| CIT       | CIT                                                              | Cinase interagindo com Citron Rho                                                        | [ 50 ] |                                               |
| CLIC4     | CLIC4                                                            | Proteína 4 do canal intracelular de cloreto                                              | [ 50 ] |                                               |
| CLNS1A    | CLNS1A                                                           | Canal 1A sensível a nucleotídeos de cloreto                                              | [ 49 ] |                                               |
| CLPP      | CLPP                                                             | Subunidade proteolítica da peptidase da matriz mitocondrial caseinolítica                | [ 49 ] |                                               |
| CNBP      | ZNF9                                                             | Proteína de ligação a ácido nucleico dedo de zinco tipo CCHC                             | [ 57 ] [ 84 ] |                                               |
| CNN3      | CNN3                                                             | Calponina-3                                                                              | [ 50 ] |                                               |
| CNOT1     | CNOT1/CCR4                                                       | Subunidade 1 do complexo CCR4-não transcrito                                             | [ 50 ] [ 59 ] | sim                                           |
| CNOT10    | CNOT10                                                           | Subunidade 10 do complexo CCR4-não transcrito                                            | [ 59 ] | sim                                           |
| CNOT11    | CNOT11                                                           | Subunidade 11 do complexo CCR4-não transcrito                                            | [ 59 ] | sim                                           |
| CNOT2     | CNOT2                                                            | Subunidade 2 do complexo CCR4-não transcrito                                             | [ 59 ] | sim                                           |
| CNOT3     | CNOT3                                                            | Subunidade 3 do complexo CCR4-não transcrito                                             | [ 59 ] | sim                                           |
| CNOT4     | CNOT4                                                            | Subunidade 4 do complexo CCR4-não transcrito                                             | [ 59 ] | sim                                           |
| CNOT6     | CNOT6                                                            | Subunidade 6 do complexo CCR4-não transcrito                                             | [ 59 ] | sim                                           |
| CNOT6L    | CNOT6L                                                           | Subunidade 6L do complexo CCR4-não transcrito                                            | [ 59 ] | sim                                           |
| CNOT7     | CNOT7                                                            | Subunidade 7 do complexo CCR4-não transcrito                                             | [ 59 ] | sim                                           |
| CNOT8     | CNOT8                                                            | Subunidade 8 do complexo CCR4-não transcrito                                             | [ 59 ] | sim                                           |
| CNOT9     | CNOT9                                                            | Subunidade 9 do complexo CCR4-não transcrito                                             | [ 59 ] |                                               |
| CORO1B    | CORO1B                                                           | Coronina-1B                                                                              | [ 50 ] |                                               |
| CPB2      | Carboxipeptidase B2                                              | Carboxipeptidase B2                                                                      | [ 86 ] |                                               |
| CPEB1     | CPEB                                                             | Proteína 1 de Ligação ao Elemento de Poliadenilação Citoplasmática                       | [ 87 ] |                                               |
| CPEB4     | CPEB4                                                            | Proteína 4 de Ligação ao Elemento de Poliadenilação Citoplasmática                       | [ 49 ] [ 59 ] [ 57 ] | sim                                           |
| CPSF3     | CPSF3                                                            | Subunidade 3 do Fator de Especificidade de Clivagem e Poliadenilação                     | [ 50 ] |                                               |
| CPSF6     | CPSF6                                                            | Subunidade 6 do Fator de Especificidade de Clivagem e Poliadenilação                     | [ 50 ] |                                               |
| CPSF7     | CPSF7                                                            | Subunidade 7 do Fator de Especificidade de Clivagem e Poliadenilação                     | [ 50 ] |                                               |
| CPVL      | CPVL                                                             | Carboxipeptidase, Semelhante a Vitelogênico                                              | [ 59 ] | sim                                           |
| CRKL      | CRKL                                                             | Proto-oncogene Semelhante a CRK, Proteína Adaptadora                                     | [ 49 ] |                                               |
| CROCC     | CROCC                                                            | Espiral da Raiz Ciliar, Rootletina                                                       | [ 49 ] |                                               |
| CRYAB     | CRYAB                                                            | Cadeia B da alfa-cristalina                                                              | [ 50 ] |                                               |
| CRYBG1    | CRYBG1                                                           | Domínio Beta-Gama da Cristalina Contendo 1                                               | [ 57 ] |                                               |
| CSDE1     | CSDE1                                                            | Proteína E1 contendo o domínio do choque frio                                            | [ 50 ] [ 49 ] [ 59 ] [ 57 ] [ 67 ]                                                                                              |                                               |
| CSE1L     | CSE1L/XPO2/Exportina-2                                           | Exportina-2                                                                              | [ 50 ] |                                               |
| CSNK2A1   | Caseína Quinase 2 Alfa                                           | Caseína Quinase 2 Alfa 1                                                                 | [ 88 ] |                                               |
| CSTB      | Cistatina B                                                      | Cistatina B                                                                              | [ 49 ] |                                               |
| CSTF1     | CSTF1                                                            | Subunidade 1 do fator de estimulação de clivagem                                         | [ 50 ] |                                               |
| CTNNA2    | CTNNA2                                                           | Catenina alfa-2                                                                          | [ 50 ] |                                               |
| CTNND1    | CTNND1                                                           | Catenina delta-1                                                                         | [ 50 ] |                                               |
| CTTNBP2NL | CTTNBP2NL                                                        | Proteína semelhante ao N-terminal CTTNBP2                                                | [ 50 ] |                                               |
| CWC22     | CWC22                                                            | Homólogo CWC22 do fator de splicing de pré-mRNA                                          | [ 50 ] |                                               |
| DAZAP1    | DAZAP1                                                           | Proteína 1 associada à DAZ                                                               | [ 50 ] [ 49 ] [ 59 ] [ 57 ] |                                               |
| DAZAP2    | PRTB                                                             | Proteína 2 associada à DAZ                                                               | [ 89 ] |                                               |
| DAZL      | DAZL1                                                            | Deletada em Azoospermia                                                                  | [ 90 ] |                                               |
| DCD       | DCD                                                              | Dermcidina                                                                               | [ 50 ] |                                               |
| DCP1A     | DCP1a                                                            | Decapsulando mRNA 1a                                                                     | [ 50 ] [ 49 ] [ 87 ] | sim                                           |
| DCP1B     | DCP1b                                                            | Decapsulando mRNA 1b                                                                     | [ 49 ] [ 57 ] | sim                                           |
| DCP2      | DCP2                                                             | Decapsulando mRNA 2                                                                      | [ 59 ] |                                               |
| DCTN1     | DCTN1                                                            | Subunidade 1 da dinactina                                                                | [ 50 ] |                                               |
| DDX1      | Proteína 1 DEAD Box                                              | Helicase 1 DEAD-Box                                                                      | [ 50 ] [ 49 ] [ 59 ] [ 57 ] [ 91 ]                                                                                              |                                               |
| DDX11     | Proteína 11 DEAD Box                                             | Helicase 11 DEAD-Box                                                                     | [ 57 ] |                                               |
| DDX19A    | DDX19A                                                           | Helicase DDX19A de RNA dependente de ATP                                                 | [ 50 ] [ 67 ] |                                               |
| DDX21     | DDX21                                                            | Helicase 2 de RNA nucleolar                                                              | [ 50 ] | sim                                           |
| DDX3      | Proteína 3 DEAD Box                                              | Helicase 3 DEAD-Box                                                                      | [ 50 ] [ 92 ] [ 93 ] |                                               |
| DDX3X     | DDX3X                                                            | Helicase 3 DEAD-Box, Ligada ao Cromossomo X                                              | [ 49 ] [ 59 ] [ 57 ] [ 94 ] [ 95 ] [ 67 ]                                                                                       |                                               |
| DDX3Y     | DDX3Y                                                            | Helicase 3 DEAD-Box, Ligada ao Y                                                         | [ 49 ] |                                               |
| DDX31     | DDX31                                                            | Helicase 31 DEAD-Box                                                                     | [ 57 ] |                                               |
| DDX47     | DDX47                                                            | Provável RNA helicase dependente de ATP DDX47                                            | [ 50 ] |                                               |
| DDX50     | DDX50                                                            | RNA helicase dependente de ATP DDX50                                                     | [ 50 ] | sim                                           |
| DDX58     | RIG-I                                                            | Helicase DExD/H-Box 58                                                                   | [ 96 ] |                                               |
| DDX6      | Proteína 6 DEAD Box                                              | Helicase 6 DEAD-Box                                                                      | [ 50 ] [ 49 ] [ 59 ] [ 63 ] [ 97 ] [ 87 ] [ 53 ] [ 98 ] [ 57 ]                                                                  | sim                                           |
| DERA      | DERA                                                             | Desoxirribose-Fosfato Aldolase                                                           | [ 99 ] |                                               |
| DGCR8     | DGCR8                                                            | Subunidade do Complexo Microprocessador DGCR8                                            | [ 57 ] |                                               |
| DHX30     | DHX30                                                            | Suposta RNA helicase dependente de ATP DHX30                                             | [ 50 ] [ 49 ] | sim                                           |
| DHX33     | DHX33                                                            | Helicase 33 DEAH-Box                                                                     | [ 49 ] |                                               |
| DHX36     | RHAU                                                             | Helicase 36 DEAH-Box                                                                     | [ 49 ] [ 59 ] [ 100 ] [ 57 ] |                                               |
| DHX57     | DHX57                                                            | Helicase 57 DExH-Box                                                                     | [ 59 ] [ 57 ] |                                               |
| DHX58     | LGP2                                                             | Helicase 58 DExH-Box                                                                     | [ 96 ] |                                               |
| DIDO1     | DIDO1                                                            | Indutor-Obliterador de Morte 1                                                           | [ 57 ] |                                               |
| DIS3L2    | DIS3L2/FAM3A                                                     | Exoribonuclease 2 3'-5' Semelhante a DIS3                                                | [ 49 ] |                                               |
| DISC1     | Interrompida na Esquizofrenia 1                                  | Interrompida na Esquizofrenia 1                                                          | [ 101 ] |                                               |
| DKC1      | DKC1                                                             | disquerina; subunidade 4 do complexo ribonucleoproteico H/ACA                            | [ 50 ] [ 102 ] |                                               |
| DNAI1     | Cadeia Intermediária 1 da Dineína Axonemal                       | Cadeia Intermediária 1 da Dineína Axonemal                                               | [ 103 ] |                                               |
| DNAJA1    | DNAJA1                                                           | Membro 1 da subfamília A do homólogo DnaJ                                                | [ 50 ] |                                               |
| DNAJC8    | DNAJC8                                                           | Membro 8 da subfamília C do homólogo DnaJ                                                | [ 50 ] |                                               |
| DOCK4     | DOCK4                                                            | Dedicador da Citocinese 4                                                                | [ 57 ] |                                               |
| DPYSL2    | DPYSL2                                                           | Proteína 2 relacionada à di-hidropirimidinase                                            | [ 50 ] |                                               |
| DPYSL3    | DPYSL3                                                           | Proteína 3 relacionada à di-hidropirimidinase                                            | [ 50 ] |                                               |
| DROSHA    | DROSHA                                                           | Ribonuclease III de Drosha                                                               | [ 49 ] |                                               |
| DSP       | DSP                                                              | Desmoplaquina                                                                            | [ 50 ] [ 49 ] |                                               |
| DST       | DST                                                              | Distonina                                                                                | [ 50 ] |                                               |
| DSTN      | DSTN                                                             | Destrina                                                                                 | [ 50 ] |                                               |
| DTL       | DTL                                                              | Homólogo da Proteína Ligase da Ubiquitina E3 sem Dentículo                               | [ 57 ] |                                               |
| DTX3L     | DTX3L                                                            | Ubiquitina-proteína ligase DTX3L da E3                                                   | [ 50 ] |                                               |
| DUSP12    | DUSP12/YVH1                                                      | Fosfatase de Dupla Especificidade 12                                                     | [ 104 ] |                                               |
| DYNC1H1   | Cadeia Pesada 1 da Dineína Citoplasmática                        | Cadeia Pesada 1 da Dineína Citoplasmática                                                | [ 103 ] |                                               |
| DYNLL1    | Polipeptídeo leve de dineína citoplasmática                      | Cadeia Leve da Dineína LC8 Tipo 1                                                        | [ 49 ] [ 105 ] |                                               |
| DYNLL2    | DYNLL2                                                           | Cadeia Leve da Dineína 2, citoplasmática                                                 | [ 50 ] |                                               |
| DYRK3     | DYRK3                                                            | Cinase 3 Regulada por Fosforilação de Tirosina de Dupla Especificidade                   | [ 106 ] |                                               |
| DZIP1     | DZIP1                                                            | Proteína Dedo de Zinco 1 que Interage com DAZ                                            | [ 107 ] |                                               |
| DZIP3     | DZIP3                                                            | Proteína Dedo de Zinco 3 que Interage com DAZ                                            | [ 59 ] |                                               |
| EDC3      | EDC3                                                             | Potenciador do Decapsulamento de mRNA 3                                                  | [ 49 ] [ 59 ] [ 57 ] | sim                                           |
| EDC4      | EDC4                                                             | Potenciador da proteína de Decapsulamento de mRNA 4                                      | [ 50 ] [ 49 ] [ 57 ] | sim                                           |
| EIF1      | EIF1                                                             | Fator de Iniciação da Tradução Eucariótica 1                                             | [ 49 ] |                                               |
| EIF2A     | EIF2A                                                            | Fator de Iniciação da Tradução Eucariótica 2A                                            | [ 69 ] [ 50 ] [ 58 ] [ 108 ] |                                               |
| EIF2AK2   | Proteína Quinase R/PKR                                           | Fator de Iniciação da Tradução Eucariótica 2 Alfa Quinase 2                              | [ 77 ] [ 96 ] [ 109 ] |                                               |
| EIF2B1-5  | EIF2B                                                            | Fator de Iniciação da Tradução Eucariótica 2B                                            | [ 108 ] |                                               |
| EIF2S1    | Subunidade 1 do EIF2A                                            | Subunidade Alfa do Fator de Iniciação da Tradução Eucariótica 2                          | [ 50 ] |                                               |
| EIF2S2    | Subunidade 2 do EIF2A                                            | Subunidade Beta do Fator de Iniciação da Tradução Eucariótica 2                          | [ 50 ] |                                               |
| EIF3A     | EIF3A                                                            | Subunidade A do Fator de Iniciação da Tradução Eucariótica 3                             | [ 50 ] [ 49 ] [ 54 ] [ 76 ] [ 110 ] [ 57 ]                                                                                      |                                               |
| EIF3B     | EIF3B                                                            | Subunidade B do Fator de Iniciação da Tradução Eucariótica 3                             | [ 69 ] [ 50 ] [ 89 ] [ 111 ] [ 112 ]                                                                                            |                                               |
| EIF3C     | EIF3C                                                            | Subunidade C do Fator de Iniciação da Tradução Eucariótica 3                             | [ 49 ] |                                               |
| EIF3D     | EIF3D                                                            | Subunidade D do fator de iniciação da tradução eucariótica 3                             | [ 50 ] [ 49 ] [ 67 ] |                                               |
| EIF3E     | EIF3E                                                            | Subunidade E do fator de iniciação da tradução eucariótica 3                             | [ 50 ] [ 49 ] [ 67 ] |                                               |
| EIF3F     | EIF3F                                                            | Subunidade F do fator de iniciação da tradução eucariótica 3                             | [ 50 ] |                                               |
| EIF3G     | EIF3G                                                            | Subunidade G do fator de iniciação da tradução eucariótica 3                             | [ 50 ] [ 49 ] [ 67 ] [ 57 ] |                                               |
| EIF3H     | EIF3H                                                            | Subunidade H do fator de iniciação da tradução eucariótica 3                             | [ 50 ] [ 49 ] [ 57 ] |                                               |
| EIF3I     | EIF3I                                                            | Subunidade I do fator de iniciação da tradução eucariótica 3                             | [ 50 ] [ 57 ] |                                               |
| EIF3J     | EIF3J                                                            | Subunidade J do fator de iniciação da tradução eucariótica 3                             | [ 50 ] [ 49 ] |                                               |
| EIF3K     | EIF3K                                                            | Subunidade K do fator de iniciação da tradução eucariótica 3                             | [ 50 ] |                                               |
| EIF3L     | EIF3L                                                            | Subunidade L do fator de iniciação da tradução eucariótica 3                             | [ 50 ] [ 49 ] [ 67 ] |                                               |
| EIF3M     | EIF3M                                                            | Subunidade M do fator de iniciação da tradução eucariótica 3                             | [ 50 ] |                                               |
| EIF4A1    | EIF4A1                                                           | Fator de iniciação da tradução eucariótica 4A1                                           | [ 50 ] [ 49 ] [ 113 ] [ 57 ] |                                               |
| EIF4A2    | EIF4A2                                                           | Fator de iniciação da tradução eucariótica 4A2                                           | [ 49 ] [ 114 ] [ 57 ] |                                               |
| EIF4A3    | EIF4A3                                                           | Fator de iniciação da tradução eucariótica 4A3                                           | [ 49 ] |                                               |
| EIF4B     | EIF4B                                                            | Fator de iniciação da tradução eucariótica 4B                                            | [ 50 ] [ 49 ] [ 57 ] |                                               |
| EIF4E     | EIF4E                                                            | Fator de iniciação da tradução eucariótica 4E                                            | [ 110 ] [ 108 ] [ 115 ] [ 116 ] [ 79 ] [ 117 ] [ 118 ] [ 69 ]                                                                   | sim                                           |
| EIF4E2    | EIF4E2                                                           | Fator de iniciação da tradução eucariótica 4E Membro da família 2                        | [ 59 ] [ 118 ] | sim                                           |
| EIF4E3    | EIF4E3                                                           | Fator de iniciação da tradução eucariótica 4E Membro da Família 3                        | [ 118 ] |                                               |
| EIF4ENIF1 | EIF4ENIF1                                                        | Fator de Iniciação da Tradução Eucariótica 4E Fator de Importação Nuclear 1              | [ 49 ] [ 59 ] | sim                                           |
| EIF4G1    | EIF4G1                                                           | Fator de Iniciação da Tradução Eucariótica 4G1                                           | [ 50 ] [ 49 ] [ 110 ] [ 108 ] [ 115 ] [ 116 ] [ 119 ] [ 120 ] [ 89 ] [ 121 ] [ 76 ] [ 57 ]                                      |                                               |
| EIF4G2    | EIF4G2                                                           | Fator de Iniciação da Tradução Eucariótica 4G2                                           | [ 50 ] [ 59 ] |                                               |
| EIF4G3    | EIF4G3                                                           | Fator de Iniciação da Tradução Eucariótica 4G3                                           | [ 49 ] |                                               |
| EIF4H     | EIF4H                                                            | Fator de Iniciação da Tradução Eucariótica 4H                                            | [ 50 ] [ 49 ] [ 57 ] |                                               |
| EIF5A     | EIF5A                                                            | Fator de Iniciação da Tradução Eucariótica 5A                                            | [ 111 ] |                                               |
| ELAVL1    | HuR                                                              | Proteína de Ligação a RNA Semelhante a ELAV 1                                            | [ 50 ] [ 76 ] [ 49 ] [ 122 ] [ 110 ] [ 123 ] [ 116 ] [ 117 ] [ 89 ] [ 105 ] [ 124 ] [ 125 ] [ 57 ]                              | sim                                           |
| ELAVL2    | ELAVL2                                                           | Proteína Semelhante a ELAV 2                                                             | [ 50 ] [ 49 ] | sim                                           |
| ELAVL3    | ELAVL3/HuC                                                       | Proteína de Ligação a RNA Semelhante a ELAV 3                                            | [ 49 ] |                                               |
| ELAVL4    | HuD                                                              | Proteína de Ligação a RNA Semelhante a ELAV 4                                            | [ 49 ] [ 126 ] |                                               |
| ENC1      | ENC1                                                             | Córtex Neural Ectodérmico 1                                                              | [ 57 ] |                                               |
| ENDOV     | EndoV                                                            | Endonuclease V                                                                           | [ 127 ] |                                               |
| ENTPD1    | ENTPD1                                                           | Ectonucleosídeo Trifosfato Difosfohidrolase 1                                            | [ 49 ] |                                               |
| EP400     | EP400                                                            | Proteína de Ligação a E1A P400                                                           | [ 57 ] |                                               |
| EPPK1     | EPPK1                                                            | Epiplaquina                                                                              | [ 50 ] |                                               |
| ETF1      | ETF1                                                             | Subunidade 1 do fator de liberação da cadeia peptídica eucariótica                       | [ 50 ] |                                               |
| EWSR1     | EWSR1                                                            | Proteína de Ligação a RNA EWS 1                                                          | [ 128 ] [ 129 ] [ 57 ] |                                               |
| FABP5     | FABP5                                                            | Proteína de Ligação a Ácidos Graxos 5                                                    | [ 49 ] |                                               |
| FAM120A   | FAM120A/OSSA                                                     | Coativador constitutivo da proteína semelhante a PPAR-gama 1                             | [ 50 ] [ 49 ] [ 59 ] | sim                                           |
| FAM120C   | FAM120C                                                          | Família com Similaridade de Sequência 120C                                               | [ 49 ] [ 59 ] |                                               |
| FAM168A   | FAM168A                                                          | Família com Similaridade de Sequência 168 Membro A                                       | [ 57 ] |                                               |
| FAM168B   | FAM168B/MANI                                                     | Família com Similaridade de Sequência 168 Membro B                                       | [ 49 ] |                                               |
| FAM83H    | FAM83H                                                           | Família com Similaridade de Sequência 83 Membro H                                        | [ 57 ] |                                               |
| FAM98A    | FAM98A                                                           | Família com Similaridade de Sequência 98 Membro A                                        | [ 50 ] [ 49 ] [ 130 ] [ 57 ] |                                               |
| FAM98C    | FAM98C                                                           | Família com Similaridade de Sequência 98 Membro C                                        | [ 57 ] |                                               |
| FASTK     | FAST                                                             | Serina/Treonina Ativada por Fas Quinase                                                  | [ 69 ] | sim                                           |
| FBL       | FBL                                                              | rRNA 2-O-metiltransferase fibrilarina                                                    | [ 50 ] |                                               |
| FBRSL1    | Semelhante à Fibrosina 1                                         | Semelhante à Fibrosina 1                                                                 | [ 59 ] |                                               |
| FHL1      | FHL1                                                             | Proteína 1 com quatro domínios LIM e meio                                                | [ 50 ] |                                               |
| FKBP1A    | FKBP1A                                                           | FKBP Prolil Isomerase 1A                                                                 | [ 57 ] |                                               |
| FLNB      | FLNB                                                             | Filamina-B                                                                               | [ 50 ] |                                               |
| FMR1      | FMRP                                                             | Retardo Mental do X Frágil 1                                                             | [ 131 ] [ 50 ] [ 49 ] [ 59 ] [ 78 ] [ 79 ] [ 116 ] [ 132 ] [ 133 ] [ 104 ] [ 67 ] [ 57 ]                                        |                                               |
| FNDC3B    | FNDC3B                                                           | Proteína 3B contendo o domínio da fibronectina tipo III                                  | [ 50 ] [ 59 ] [ 57 ] |                                               |
| FSCN1     | FSCN1                                                            | Fascina                                                                                  | [ 50 ] |                                               |
| FTSJ3     | FTSJ3                                                            | Proteína de processamento de pré-rRNA FTSJ3                                              | [ 50 ] |                                               |
| FUBP1     | FUBP1                                                            | Proteína de Ligação a Elementos a Montante Distante 1                                    | [ 49 ] [ 57 ] |                                               |
| FUBP3     | FUBP3                                                            | Proteína de Ligação a Elementos a Montante Distante 3                                    | [ 50 ] [ 49 ] [ 59 ] [ 57 ] |                                               |
| FUS       | FUS                                                              | Proteína de Ligação a RNA FUS                                                            | [ 50 ] [ 49 ] [ 54 ] [ 128 ] [ 129 ] [ 134 ] [ 135 ] [ 136 ] [ 137 ] [ 138 ] [ 139 ] [ 140 ] [ 57 ]                             |                                               |
| FXR1      | FXR1                                                             | Homólogo Autossômico 1 de FMR1                                                           | [ 50 ] [ 49 ] [ 59 ] [ 132 ] [ 116 ] [ 117 ] [ 141 ] [ 57 ]                                                                     |                                               |
| FXR2      | FXR2                                                             | Homólogo Autossômico 2 de FMR1                                                           | [ 50 ] [ 49 ] [ 59 ] [ 132 ] [ 116 ] [ 57 ]                                                                                     |                                               |
| G3BP1     | G3BP1                                                            | Fator 1 de Montagem de Grânulos de Estresse de G3BP                                      | [ 50 ] [ 49 ] [ 59 ] [ 75 ] [ 109 ] [ 77 ] [ 142 ] [ 143 ] [ 69 ] [ 117 ] [ 144 ] [ 141 ] [ 145 ] [ 67 ] [ 57 ]                 |                                               |
| G3BP2     | G3BP2                                                            | Fator 2 de Montagem de Grânulos de Estresse de G3BP                                      | [ 50 ] [ 49 ] [ 59 ] [ 146 ] [ 147 ] [ 67 ] [ 57 ]                                                                              |                                               |
| GABARAPL2 | GABARAPL2/GEF2/ATG8                                              | Proteína Semelhante à Proteína 2 Associada ao Receptor GABA Tipo A                       | [ 49 ] |                                               |
| GAK       | GAK                                                              | Cinase Associada à Ciclina G                                                             | [ 57 ] |                                               |
| GAR1      | GAR1                                                             | Subunidade 1 do Complexo Ribonucleoproteico H/ACA                                        | [ 102 ] |                                               |
| GCA       | Grancalcina                                                      | Grancalcina                                                                              | [ 49 ] |                                               |
| GEMIN5    | Gemin-5                                                          | Proteína 5 Associada à Organela Nuclear Gem                                              | [ 119 ] |                                               |
| GFPT1     | GFPT1                                                            | Glutamina-frutose-6-fosfato aminotransferase [isomerizante] 1                            | [ 50 ] |                                               |
| GIGYF1    | GIGYF1/PERQ1                                                     | Proteína 1 de GYF que Interage com GRB10                                                 | [ 49 ] |                                               |
| GIGYF2    | GIGYF2/TNRC15/PARK11/PERQ2                                       | Proteína 2 de GYF que Interage com GRB10                                                 | [ 49 ] [ 59 ] | sim                                           |
| GLE1      | GLE1                                                             | GLE1, Mediador de Exportação de RNA                                                      | [ 59 ] [ 148 ] [ 149 ] |                                               |
| GLO1      | Glioxalase                                                       | Glioxalase                                                                               | [ 49 ] |                                               |
| GLRX3     | GLRX3/Glutaredoxina 3/TNLX2                                      | Glutaredoxina 3                                                                          | [ 49 ] |                                               |
| GLUD1     | GLUD1                                                            | Glutamato Desidrogenase 1                                                                | [ 57 ] |                                               |
| GNB2      | GNB2                                                             | Proteína de ligação ao nucleotídeo guanina G(I)/G(S)/G(T) subunidade beta-2              | [ 50 ] |                                               |
| GOLGA2    | Golgin A2                                                        | Golgina A2                                                                               | [ 49 ] |                                               |
| GPAT3     | GPAT3                                                            | Glicerol-3-Fosfato Aciltransferase 3                                                     | [ 57 ] |                                               |
| GRB2      | GRB2/ASH                                                         | Proteína 2 ligada ao receptor do fator de crescimento                                    | [ 49 ] |                                               |
| GRB7      | GRB7                                                             | Proteína 7 ligada ao receptor do fator de crescimento                                    | [ 150 ] [ 151 ] |                                               |
| GRSF1     | GRSF1                                                            | Fator 1 de ligação à sequência de RNA rico em G                                          | [ 49 ] [ 59 ] |                                               |
| GSPT1     | eRF3                                                             | Transição de fase 1 de G1 para S                                                         | [ 49 ] [ 152 ] |                                               |
| GTF2I     | GTF2I                                                            | Fator de transcrição geral IIi                                                           | [ 57 ] |                                               |
| GTF3C1    | GTF3C1                                                           | Subunidade 1 do fator de transcrição geral IIIC                                          | [ 57 ] |                                               |
| GTF3C4    | GTF3C4                                                           | Subunidade 4 do fator de transcrição geral IIIC                                          | [ 57 ] |                                               |
| H1F0      | H1F0                                                             | Histona H1.0                                                                             | [ 50 ] |                                               |
| H1FX      | H1FX                                                             | Histona H1x                                                                              | [ 50 ] |                                               |
| H2AFV     | H2AFV                                                            | Histona H2A.V                                                                            | [ 50 ] |                                               |
| HABP4     | Ki-1/57                                                          | Proteína de ligação ao hialuronano 4                                                     | [ 153 ] |                                               |
| HDAC6     | HDAC6                                                            | Histona Desacetilase 6                                                                   | [ 95 ] [ 144 ] [ 67 ] |                                               |
| HDLBP     | Proteína de ligação à lipoproteína de alta densidade/VGL/Vigilin | Proteína de ligação à lipoproteína de alta densidade                                     | [ 49 ] |                                               |
| HELZ      | HELZ                                                             | Provável helicase com domínio dedo de zinco                                              | [ 50 ] [ 49 ] [ 59 ] | sim                                           |
| HELZ2     | HELZ2                                                            | Helicase com domínio dedo de zinco 2                                                     | [ 50 ] |                                               |
| HMGA1     | HMGA1                                                            | Proteína de grupo de alta mobilidade HMG-I/HMG-Y                                         | [ 50 ] |                                               |
| HMGB3     | HMGB3                                                            | Grupo de alta mobilidade Proteína B3                                                     | [ 50 ] |                                               |
| HMGN1     | HMGN1                                                            | Proteína cromossômica não histona HMG-14                                                 | [ 50 ] |                                               |
| HNRNPA1   | HnRNPA1                                                          | Ribonucleoproteína Nuclear Heterogênea A1                                                | [ 50 ] [ 49 ] [ 54 ] [ 154 ] [ 155 ] [ 156 ] [ 157 ]                                                                            |                                               |
| HNRNPA2B1 | HnRNPA2/B1                                                       | Ribonucleoproteína Nuclear Heterogênea A2/B1                                             | [ 50 ] [ 49 ] [ 158 ] [ 67 ] |                                               |
| HNRNPA3   | HNRNPA3                                                          | Ribonucleoproteína nuclear heterogênea A3                                                | [ 50 ] [ 49 ] |                                               |
| HNRNPAB   | HNRNPAB                                                          | Ribonucleoproteína nuclear heterogênea A/B                                               | [ 50 ] [ 49 ] [ 59 ] |                                               |
| HNRNPD    | HNRNPD                                                           | Ribonucleoproteína nuclear heterogênea D                                                 | [ 49 ] |                                               |
| HNRNPDL   | HNRNPDL                                                          | Ribonucleoproteína nuclear heterogênea semelhante à D                                    | [ 49 ] |                                               |
| HNRNPF    | HNRNPF                                                           | Ribonucleoproteína nuclear heterogênea F                                                 | [ 49 ] |                                               |
| HNRNPH1   | HNRNPH1                                                          | Ribonucleoproteína nuclear heterogênea H1                                                | [ 49 ] |                                               |
| HNRNPH2   | HNRNPH2                                                          | Ribonucleoproteína nuclear heterogênea H2                                                | [ 50 ] |                                               |
| HNRNPH3   | HNRNPH3                                                          | Ribonucleoproteína nuclear heterogênea H3                                                | [ 49 ] |                                               |
| HNRNPK    | HNRNPK                                                           | Ribonucleoproteína Nuclear Heterogênea K                                                 | [ 50 ] [ 125 ] [ 159 ] |                                               |
| HNRNPUL1  | HNRNPUL1                                                         | Ribonucleoproteína nuclear heterogênea semelhante à U 2                                  | [ 50 ] |                                               |
| HSBP1     | HSBP1                                                            | Proteína de Ligação ao Fator de Choque Térmico 1                                         | [ 49 ] |                                               |
| HSP90AA1  | HSP90                                                            | Proteína de Choque Térmico HSP 90-alfa                                                   | [ 50 ] |                                               |
| HSPA4     | HSP70 RY                                                         | Proteína de Choque Térmico 4 de 70 kDa                                                   | [ 50 ] |                                               |
| HSPA9     | HSP70 9B                                                         | Proteína de Estresse-70, mitocondrial                                                    | [ 50 ] |                                               |
| HSPB1     | HSP27                                                            | Família B de Proteínas de Choque Térmico (Pequeno) Membro 1                              | [ 50 ] [ 160 ] | sim                                           |
| HSPB8     | HSPB8                                                            | Calor Membro 8 da Família de Proteínas de Choque B (Pequeno)                             | [ 161 ] |                                               |
| HSPBP1    | HSPBP1                                                           | Proteína de Ligação HSPA (Hsp70) 1                                                       | [ 162 ] |                                               |
| HSPD1     | HSPD1                                                            | Proteína de choque térmico mitocondrial de 60 kDa                                        | [ 50 ] [ 49 ] |                                               |
| HTT       | Huntingtina                                                      | Huntingtina                                                                              | [ 74 ] |                                               |
| IBTK      | IBTK                                                             | Inibidor da Tirosina Quinase de Bruton                                                   | [ 59 ] |                                               |
| IFIH1     | MDA5                                                             | Interferon Induzido com Domínio 1 da Helicase C                                          | [ 96 ] |                                               |
| IGF2BP1   | IGF2BP1                                                          | Proteína 1 de ligação ao mRNA do Fator de Crescimento Semelhante à Insulina 2            | [ 50 ] [ 49 ] [ 59 ] | sim                                           |
| IGF2BP2   | IGF2BP2                                                          | Proteína 2 de ligação ao mRNA do Fator de Crescimento Semelhante à Insulina 2            | [ 50 ] [ 49 ] [ 59 ] | sim                                           |
| IGF2BP3   | IGF2BP3                                                          | Proteína 3 de ligação ao mRNA do Fator de Crescimento Semelhante à Insulina 2            | [ 50 ] [ 49 ] [ 59 ] [ 146 ] | sim                                           |
| IK        | IK                                                               | Proteína Vermelha                                                                        | [ 50 ] |                                               |
| ILF3      | NF90                                                             | Fator de Ligação 3 do Potenciador de Interleucina                                        | [ 163 ] | sim                                           |
| IPO7      | IPO7                                                             | Importina-7                                                                              | [ 50 ] |                                               |
| IPPK      | IP5K                                                             | Inositol-Pentaquisfosfato 2-Quinase                                                      | [ 164 ] |                                               |
| ITGB1     | ITGB1                                                            | Integrina beta-1                                                                         | [ 50 ] |                                               |
| JMJD6     | JMJD6                                                            | Arginina Desmetilase e Lisina Hidroxilase                                                | [ 145 ] |                                               |
| KANK2     | KANK2                                                            | Proteína 2 contendo o motivo KN e o domínio de repetição de anquirina                    | [ 50 ] |                                               |
| KEAP1     | KEAP1/KLHL19                                                     | Proteína 1 Associada à ECH Semelhante a Kelch                                            | [ 49 ] |                                               |
| KHDRBS1   | Sam68                                                            | Domínio de Ligação a RNA KH Associado à Transdução de Sinal 1                            | [ 50 ] [ 165 ] [ 166 ] [ 167 ]                                                                                                  |                                               |
| KHDRBS3   | KHDRBS3                                                          | Proteína 3 associada à transdução de sinal, contendo o domínio KH, de ligação a RNA      | [ 50 ] |                                               |
| KHSRP     | KSRP/FBP2                                                        | Proteína Reguladora de Splicing Tipo KH                                                  | [ 50 ] [ 49 ] [ 168 ] |                                               |
| KIAA0232  | KIAA0232                                                         | KIAA0232                                                                                 | [ 59 ] | sim                                           |
| KIAA1524  | CIP2A                                                            | Proteína CIP2A                                                                           | [ 50 ] |                                               |
| KIF1B     | KIF1B                                                            | Membro 1B da Família das Cinesinas                                                       | [ 59 ] |                                               |
| KIF13B    | KIF13B/GAKIN                                                     | Membro da Família das Cinesinas 13B                                                      | [ 49 ] |                                               |
| KIF23     | KIF23                                                            | Proteína semelhante à cinesina KIF23                                                     | [ 50 ] | sim                                           |
| KIF2A     | Kinesin Heavy Chain Member 2                                     | Membro 2A da Família da Cinesina                                                         | [ 103 ] |                                               |
| KLC1      | Kinesin Light Chain 1                                            | Cadeia Leve da Cinesina 1                                                                | [ 103 ] |                                               |
| KPNA1     | Importin-ɑ5                                                      | Subunidade Alfa 1 da Carioferina                                                         | [ 50 ] [ 49 ] [ 169 ] |                                               |
| KPNA2     | Importin-ɑ1                                                      | Subunidade Alfa 2 da Carioferina                                                         | [ 50 ] [ 169 ] [ 170 ] [ 149 ]                                                                                                  |                                               |
| KPNA3     | Importin-ɑ4                                                      | Subunidade Alfa 3 da Carioferina                                                         | [ 49 ] [ 169 ] |                                               |
| KPNA6     | Importin-ɑ7                                                      | Subunidade Alfa da Importina                                                             | [ 50 ] |                                               |
| KPNB1     | Importin-β1                                                      | Subunidade Beta 1 da Carioferina                                                         | [ 50 ] [ 169 ] [ 149 ] [ 67 ]                                                                                                   |                                               |
| L1RE1     | LINE1 ORF1p                                                      | Proteína LINE1 ORF1                                                                      | [ 50 ] [ 54 ] |                                               |
| LANCL1    | LanC Like 1                                                      | Semelhante a LanC 1                                                                      | [ 49 ] |                                               |
| LARP1     | LARP1                                                            | Proteína 1 relacionada a La                                                              | [ 50 ] |                                               |
| LARP1B    | LARP1B                                                           | Proteína 1b relacionada a La                                                             | [ 59 ] |                                               |
| LARP4     | La-Related protein 4                                             | Membro 4 da Família do Domínio da Ribonucleoproteína La                                  | [ 50 ] [ 49 ] [ 59 ] [ 171 ] |                                               |
| LARP4B    | LARP4B                                                           | Membro 4B da Família do Domínio da Ribonucleoproteína La                                 | [ 49 ] [ 59 ] |                                               |
| LASP1     | Proteína LIM e SH3 1/MLN50                                       | Proteína LIM e SH3 1                                                                     | [ 49 ] |                                               |
| LBR       | LBR                                                              | Receptor Lamin-B                                                                         | [ 50 ] |                                               |
| LEMD3     | LEMD3                                                            | Proteína da membrana nuclear interna Man1                                                | [ 50 ] |                                               |
| LIG3      | DNA Ligase 3                                                     | DNA Ligase 3                                                                             | [ 49 ] |                                               |
| LIN28A    | LIN28A                                                           | Homólogo A de Lin-28                                                                     | [ 49 ] [ 172 ] |                                               |
| LIN28B    | LIN28B                                                           | Homólogo B de Lin-28                                                                     | [ 49 ] [ 172 ] |                                               |
| LMNA      | LMNA                                                             | Pré-lâmina-A/C                                                                           | [ 50 ] |                                               |
| LPP       | LPP                                                              | Parceiro preferencial de lipoma                                                          | [ 50 ] |                                               |
| LSM1      | LSM1                                                             | Homólogo de LSM1, associado à degradação de mRNA                                         | [ 49 ] | sim                                           |
| LSM12     | LSM12                                                            | Homólogo de LSM12                                                                        | [ 49 ] [ 59 ] |                                               |
| LSM14A    | RAP55                                                            | LSM14A, fator de montagem do corpo de processamento de mRNA                              | [ 50 ] [ 49 ] [ 59 ] [ 174 ] [ 175 ]                                                                                            | sim                                           |
| LSM14B    | LSM14B                                                           | Homólogo B de proteína LSM14                                                             | [ 50 ] [ 49 ] [ 59 ] | sim                                           |
| LSM3      | LSM3                                                             | Proteína LSm3 semelhante a Sm associada a snRNA U6                                       | [ 50 ] | sim                                           |
| LUC7L     | LUC7L                                                            | Proteína de ligação a RNA putativa semelhante a Luc7 1                                   | [ 50 ] |                                               |
| LUZP1     | LUZP1                                                            | Proteína zíper de leucina 1                                                              | [ 50 ] [ 59 ] |                                               |
| MACF1     | MACF1                                                            | Fator de ligação cruzada de microtúbulos-actina 1, isoformas 1/2/3/5                     | [ 50 ] [ 67 ] |                                               |
| MAEL      | MAEL                                                             | Silenciador de Transposon Espermatogênico Maelstrom                                      | [ 176 ] |                                               |
| MAGEA4    | MAGEA4                                                           | Antígeno 4 associado a melanoma                                                          | [ 50 ] |                                               |
| MAGED1    | MAGED1                                                           | Antígeno D1 associado a melanoma                                                         | [ 50 ] [ 49 ] [ 59 ] |                                               |
| MAGED2    | MAGED2                                                           | Antígeno D2 associado a melanoma                                                         | [ 50 ] |                                               |
| MAGOHB    | MAGOHB                                                           | Homólogo 2 de Mago Nashi da proteína                                                     | [ 50 ] |                                               |
| MAP1LC3A  | LC3-I                                                            | Cadeia Leve 3 Alfa da Proteína 1 Associada a Microtúbulos                                | [ 177 ] [ 178 ] |                                               |
| MAP4      | MAP4                                                             | Proteína associada a Microtúbulos 4                                                      | [ 50 ] |                                               |
| MAPK1IP1L | MAPK1IP1L                                                        | Proteína Quinase 1 Ativada por Mitógeno - Semelhante à Proteína 1                        | [ 49 ] |                                               |
| MAP4K4    | MAP4K4                                                           | Proteína Quinase quinase quinase quinase quinase ativada por mitógeno 4                  | [ 50 ] |                                               |
| MAPK8     | JNK1                                                             | Proteína Quinase 8 Ativada por Mitógeno                                                  | [ 179 ] |                                               |
| MAPRE1    | MAPRE1                                                           | Membro 1 da família RP/EB da proteína associada a microtúbulos                           | [ 50 ] |                                               |
| MAPRE2    | MAPRE2                                                           | Membro 2 da família RP/EB da proteína associada a microtúbulos                           | [ 49 ] |                                               |
| MARF1     | MARF1                                                            | Regulador de Meiose e Fator 1 de Estabilidade do mRNA                                    | [ 59 ] | sim                                           |
| MARS      | MARS                                                             | Metionina—tRNA ligase citoplasmática                                                     | [ 50 ] |                                               |
| MBNL1     | MBNL1                                                            | Regulador 1 de Splicing Semelhante à Cegueira Muscular                                   | [ 91 ] |                                               |
| MBNL2     | MBNL2                                                            | Regulador 2 de Splicing Semelhante à Cegueira Muscular                                   | [ 59 ] |                                               |
| MCM4      | MCM4                                                             | Fator de Licenciamento de Replicação do DNA MCM4                                         | [ 50 ] |                                               |
| MCM5      | MCM5                                                             | Fator de Licenciamento de Replicação do DNA MCM5                                         | [ 50 ] |                                               |
| MCM7      | MCM7                                                             | Fator de Licenciamento de Replicação do DNA MCM7                                         | [ 50 ] | sim                                           |
| METAP1    | METAP1                                                           | Metionina aminopeptidase                                                                 | [ 50 ] |                                               |
| METAP2    | METAP2                                                           | Metionil Aminopeptidase 2                                                                | [ 49 ] |                                               |
| MCRIP1    | FAM195B/GRAN2                                                    | Granulina-2                                                                              | [ 49 ] [ 59 ] [ 98 ] |                                               |
| MCRIP2    | FAM195A/GRAN1                                                    | Granulina-1                                                                              | [ 59 ] [ 98 ] |                                               |
| MEX3A     | MEX3A                                                            | Proteína de ligação a RNA MEX3A                                                          | [ 50 ] | sim                                           |
| MEX3B     | MEX3B                                                            | Membro B da Família de Ligação a RNA Mex-3                                               | [ 49 ] [ 180 ] |                                               |
| MEX3C     | MEX3C                                                            | Membro C da Família de Ligação a RNA Mex-3                                               | [ 49 ] [ 181 ] |                                               |
| MEX3D     | MEX3D                                                            | Membro D da Família de Ligação a RNA Mex-3                                               | [ 59 ] |                                               |
| MFAP1     | MFAP1                                                            | Proteína 1 associada a microfibrilas                                                     | [ 50 ] |                                               |
| MKI67     | MKI67                                                            | Antígeno KI-67                                                                           | [ 50 ] |                                               |
| MKRN2     | MKRN2                                                            | Proteína 2 do Dedo Anular de Makorin                                                     | [ 49 ] [ 59 ] |                                               |
| MOV10     | MOV-10                                                           | Helicase de RNA do Complexo Mov10 RISC                                                   | [ 50 ] [ 59 ] [ 53 ] | sim                                           |
| MSH6      | MSH6                                                             | Proteína de reparo de incompatibilidade de DNA Msh6                                      | [ 50 ] |                                               |
| MSI1      | Musashi-1                                                        | Proteína 1 de Ligação a RNA Musashi                                                      | [ 49 ] [ 175 ] | sim                                           |
| MSI2      | MSI2                                                             | Proteína de ligação a RNA homóloga 2 de Musashi                                          | [ 50 ] [ 49 ] |                                               |
| MTHFD1    | MTHFD1                                                           | C-1-tetraidrofolato sintase citoplasmática                                               | [ 50 ] |                                               |
| MTHFSD    | MTHFSD                                                           | Domínio da Meteniltetraidrofolato Sintetase Contendo                                     | [ 182 ] |                                               |
| MTOR      | MTOR                                                             | Alvo Mecanístico da Rapamicina                                                           | [ 106 ] [ 183 ] |                                               |
| MYO6      | MYO6                                                             | Miosina-VI Não Convencional                                                              | [ 50 ] |                                               |
| NCOA3     | SRC-3                                                            | Coativador do Receptor Nuclear 3                                                         | [ 184 ] |                                               |
| NDEL1     | NUDEL/MITAP1/EOPA                                                | Proteína 1 de Neurodesenvolvimento NudE Semelhante a 1                                   | [ 49 ] |                                               |
| NELFE     | NELF-E/RD                                                        | Membro E do Complexo do Fator de Alongamento Negativo                                    | [ 49 ] |                                               |
| NEXN      | NEXN                                                             | Nexilina                                                                                 | [ 50 ] |                                               |
| NXF1      | NXF1/MEX67/TAP                                                   | Fator 1 de Exportação de RNA Nuclear                                                     | [ 59 ] [ 67 ] |                                               |
| NKRF      | NRF                                                              | Fator Repressor de NFK-B                                                                 | [ 49 ] |                                               |
| NOLC1     | Nucleolar e Fosfoproteína 1 de Corpo Espiralado/NOPP140          | Nucleolar e Fosfoproteína 1 de Corpo Espiralado                                          | [ 49 ] |                                               |
| NONO      | NonO                                                             | Domínio Não POU Contendo Ligação a Octâmero                                              | [ 50 ] [ 185 ] |                                               |
| NOP58     | NOP58                                                            | Proteína Nucleolar 58                                                                    | [ 50 ] | sim                                           |
| NOSIP     | NOSIP                                                            | Proteína que Interage com a Óxido Nítrico Sintase                                        | [ 50 ] |                                               |
| NOVA2     | NOVA2                                                            | Regulador de Splicing Alternativo NOVA 2                                                 | [ 49 ] |                                               |
| NRG2      | Neuregulina-2                                                    | Neuregulina-2                                                                            | [ 112 ] |                                               |
| NSUN2     | NSUN2                                                            | tRNA (citosina(34)-C(5))-metiltransferase                                                | [ 50 ] |                                               |
| NTMT1     | NTMT1                                                            | N-terminal Xaa-Pro-Lys N-methyltransferase 1                                             | [ 50 ] |                                               |
| NUDC      | NUDC                                                             | Proteína de Migração Nuclear nudC                                                        | [ 50 ] |                                               |
| NUFIP1    | NUFIP                                                            | Proteína 1 que Interage com NUFIP1, FMR1                                                 | [ 116 ] |                                               |
| NUFIP2    | NUFIP2                                                           | Proteína 2 que Interage com o Retardo Mental do X Frágil Nuclear                         | [ 50 ] [ 49 ] [ 59 ] [ 98 ] [ 67 ]                                                                                              |                                               |
| NUPL2     | NUPL2                                                            | Semelhante à Nucleoporina 2                                                              | [ 149 ] |                                               |
| NUP153    | NUP153                                                           | Nucleoporina 153                                                                         | [ 49 ] |                                               |
| NUP205    | NUP205                                                           | Proteína do Complexo do Poro Nuclear Nup205                                              | [ 50 ] [ 149 ] |                                               |
| NUP210    | NUP210/GP210                                                     | Nucleoporina 210                                                                         | [ 149 ] |                                               |
| NUP214    | NUP214                                                           | Nucleoporina 214                                                                         | [ 149 ] |                                               |
| NUP50     | NUP50                                                            | Nucleoporina 50                                                                          | [ 149 ] |                                               |
| NUP58     | NUP58/NUPL1                                                      | Nucleoporina 58                                                                          | [ 149 ] |                                               |
| NUP85     | NUP85                                                            | Nucleoporina 85                                                                          | [ 149 ] |                                               |
| NUP88     | NUP88                                                            | Nucleoporina 88                                                                          | [ 149 ] |                                               |
| NUP98     | NUP98/NUP96                                                      | Complexo de proteína do poro nuclear Nup98-Nup96                                         | [ 50 ] [ 149 ] [ 67 ] |                                               |
| OASL      | OASL/OASL1                                                       | Semelhante à 2'-5'-Oligoadenilato Sintetase                                              | [ 186 ] |                                               |
| OAS1      | OAS                                                              | 2'-5'-Oligoadenilato Sintetase                                                           | [ 96 ] |                                               |
| OAS2      | OAS2                                                             | 2'-5'-Oligoadenilato Sintetase 2                                                         | [ 109 ] |                                               |
| OGFOD1    | TPA1                                                             | Domínio da Oxigenase Dependente de Ferro e 2-Oxoglutarato Contendo 1                     | [ 187 ] |                                               |
| OGG1      | OGG1                                                             | 8-Oxoguanina DNA Glicosilase                                                             | [ 188 ] |                                               |
| OSBPL9    | Semelhante à Proteína de Ligação ao Oxisterol 9                  | Semelhante à Proteína de Ligação ao Oxisterol 9                                          | [ 49 ] |                                               |
| OTUD4     | OTUD4/HIN1                                                       | OTU Desubiquitinase 4                                                                    | [ 49 ] [ 59 ] [ 189 ] |                                               |
| P4HB      | Subunidade Beta da Prolil 4-Hidroxilase                          | Subunidade Beta da Prolil 4-Hidroxilase                                                  | [ 49 ] |                                               |
| PABPC1    | PABP1                                                            | Proteína de Ligação a Poli(A) Citoplasmática 1                                           | [ 50 ] [ 49 ] [ 59 ] [ 160 ] [ 123 ] [ 62 ] [ 132 ] [ 79 ] [ 116 ] [ 146 ]                                                      |                                               |
| PABPC4    | PABPC4                                                           | Proteína de Ligação a Poliadenilato 4                                                    | [ 50 ] [ 49 ] [ 59 ] |                                               |
| PAK4      | PAK4                                                             | Serina/treonina-proteína quinase PAK 4                                                   | [ 50 ] [ 49 ] |                                               |
| PALLD     | Paladina                                                         | Paladina                                                                                 | [ 50 ] |                                               |
| PARG      | PARG/PARG99/PARG102                                              | Poli(ADP-Ribose) Glicohidrolase                                                          | [ 190 ] |                                               |
| PARK7     | PARK7/DJ-1                                                       | Desglicase Associada ao Parkinsonismo                                                    | [ 191 ] | sim                                           |
| PARN      | PARN/DAN                                                         | Ribonuclease Específica de Poli(A)                                                       | [ 49 ] |                                               |
| PARP12    | PARP-12/ARTD12                                                   | Membro 12 da Família da Poli(ADP-Ribose) Polimerase                                      | [ 59 ] [ 190 ] [ 192 ] |                                               |
| PARP14    | PARP-14                                                          | Membro 14 da Família da Poli(ADP-Ribose) Polimerase                                      | [ 190 ] |                                               |
| PARP15    | PARP-15                                                          | Membro 15 da Família da Poli(ADP-Ribose) Polimerase                                      | [ 190 ] |                                               |
| PATL1     | PATL1                                                            | Homólogo 1 de PAT1, Fator de Decaimento do mRNA do Organismo de Processamento            | [ 49 ] [ 59 ] | sim                                           |
| PAWR      | PAWR                                                             | Proteína reguladora de apoptose de PRKC WT1                                              | [ 50 ] |                                               |
| PCBP1     | PCBP1/HNRNPE1                                                    | Proteína de Ligação a Poli(RC) 1                                                         | [ 49 ] [ 59 ] |                                               |
| PCBP2     | PCBP2/HNRNPE2                                                    | Proteína de Ligação a Poli(RC) 2                                                         | [ 50 ] [ 49 ] [ 59 ] [ 86 ] |                                               |
| PCNA      | PCNA                                                             | Antígeno nuclear de célula em proliferação                                               | [ 50 ] |                                               |
| PDAP1     | PDAP1                                                            | Proteína Associada a PDGFA 1                                                             | [ 49 ] |                                               |
| PDCD4     | PDCD4                                                            | Morte Celular Programada 4                                                               | [ 193 ] |                                               |
| PDCD6IP   | PDCD6IP                                                          | Proteína que interage com a morte celular programada 6                                   | [ 50 ] |                                               |
| PDIA3     | PDIA3                                                            | Membro 3 da Família da Proteína Dissulfeto Isomerase A                                   | [ 49 ] |                                               |
| PDLIM1    | PDLIM1                                                           | Proteína 1 do domínio PDZ e LIM                                                          | [ 50 ] |                                               |
| PDLIM4    | PDLIM4                                                           | Proteína 4 do domínio PDZ e LIM                                                          | [ 50 ] |                                               |
| PDLIM5    | PDLIM5                                                           | Proteína 5 do domínio PDZ e LIM                                                          | [ 50 ] |                                               |
| PDS5B     | PDS5B                                                            | Cromatide-irmã Proteína de coesão homóloga PDS5 B                                        | [ 50 ] |                                               |
| PEF1      | PEF1                                                             | Domínio Penta-EF-Hand contendo 1                                                         | [ 49 ] |                                               |
| PEG10     | PEG10                                                            | Expressão paternal 10                                                                    | [ 59 ] |                                               |
| PELO      | PELO                                                             | Homólogo de pelota proteica                                                              | [ 50 ] |                                               |
| PEPD      | Peptidase D                                                      | Peptidase D                                                                              | [ 49 ] |                                               |
| PEX11B    | PEX11B                                                           | Fator de Biogênese Peroxissomal 11 Beta                                                  | [ 49 ] |                                               |
| PFDN4     | PFDN4                                                            | Subunidade 4 da Prefoldina                                                               | [ 50 ] |                                               |
| PFN1      | Profilina 1                                                      | Profilina 1                                                                              | [ 50 ] [ 66 ] |                                               |
| PFN2      | Profilina 2                                                      | Profilina 2                                                                              | [ 50 ] [ 66 ] |                                               |
| PGAM5     | PGAM5                                                            | Serina/treonina-proteína fosfatase PGAM5, mitocondrial                                   | [ 50 ] |                                               |
| PGP       | PGP/G3PP                                                         | Fosfoglicolato Fosfatase                                                                 | [ 49 ] |                                               |
| PHB2      | Proibitina 2                                                     | Proibitina 2                                                                             | [ 194 ] |                                               |
| PHLDB2    | PHLDB2                                                           | Membro 2 da família de domínios semelhantes à homologia da Pleckstrina B                 | [ 50 ] |                                               |
| PKP1      | Placofilina 1                                                    | Placofilina 1                                                                            | [ 141 ] |                                               |
| PKP2      | Placofilina 2                                                    | Placofilina 2                                                                            | [ 50 ] |                                               |
| PKP3      | Placofilina 3                                                    | Placofilina 3                                                                            | [ 141 ] |                                               |
| PNPT1     | PNPase I                                                         | Polirribonucleotídeo Nucleotidiltransferase 1                                            | [ 49 ] |                                               |
| POLR2B    | POLR2B                                                           | RNA polimerase direcionada a DNA                                                         | [ 50 ] [ 67 ] |                                               |
| POM121    | POM121                                                           | POM121 Nucleoporina Transmembrana                                                        | [ 149 ] |                                               |
| POP7      | RPP20                                                            | Homólogo de POP7, Subunidade P/MRP da Ribonuclease                                       | [ 143 ] |                                               |
| PPME1     | PPME1                                                            | Metilesterase 1 da Proteína Fosfatase                                                    | [ 50 ] |                                               |
| PPP1R8    | PPP1R8                                                           | Subunidade Reguladora 8 da Proteína Fosfatase 1                                          | [ 49 ] |                                               |
| PPP1R10   | PPP1R10                                                          | Subunidade Reguladora 10 da Serina/treonina-Proteína Fosfatase 1                         | [ 50 ] [ 67 ] |                                               |
| PPP1R18   | PPP1R18                                                          | Fostensina                                                                               | [ 50 ] |                                               |
| PPP2R1A   | PPP2R1A                                                          | Isoforma alfa da subunidade reguladora A da Serina/treonina-Proteína Fosfatase 2A 65 kDa | [ 50 ] [ 67 ] |                                               |
| PPP2R1B   | PPP2R1B                                                          | Isoforma beta da subunidade reguladora A da Serina/treonina-Proteína Fosfatase 2A 65 kDa | [ 49 ] |                                               |
| PQBP1     | PQBP-1                                                           | Proteína Ligante 1 da Poliglutamina                                                      | [ 195 ] |                                               |
| PRDX1     | PRDX1                                                            | Peroxirredoxina-1                                                                        | [ 50 ] [ 49 ] |                                               |
| PRDX6     | PRDX6                                                            | Peroxirredoxina-6                                                                        | [ 50 ] |                                               |
| PRKAA2    | AMPK-a2                                                          | Subunidade Catalítica Alfa Ativada por AMP da Proteína Quinase 2                         | [ 196 ] |                                               |
| PRKCA     | PKC-ɑ                                                            | Proteína Quinase C Alfa                                                                  | [ 146 ] |                                               |
| PRKRA     | PACT                                                             | Proteína Ativadora da Proteína Quinase EIF2AK2 Induzida por Interferon                   | [ 50 ] [ 61 ] |                                               |
| PRMT1     | PRMT1                                                            | Proteína arginina N-metiltransferase 1                                                   | [ 50 ] |                                               |
| PRMT5     | PRMT5                                                            | Proteína arginina N-metiltransferase 5                                                   | [ 50 ] |                                               |
| PRRC2A    | PRRC2A                                                           | Espiral Enrolada Rica em Prolina 2A                                                      | [ 50 ] [ 49 ] [ 59 ] |                                               |
| PRRC2B    | PRRC2B                                                           | Espiral Enrolada Rica em Prolina 2B                                                      | [ 49 ] [ 59 ] |                                               |
| PRRC2C    | PRRC2C                                                           | Espiral Enrolada Rica em Prolina 2C                                                      | [ 50 ] [ 49 ] [ 59 ] [ 67 ] |                                               |
| PSMD2     | PSMD2                                                            | Subunidade reguladora 2 do proteassoma 26S não ATPase                                    | [ 50 ] [ 197 ] |                                               |
| PSPC1     | PSP1                                                             | Componente 1 do Paraspeckle                                                              | [ 49 ] |                                               |
| PTBP1     | PTBP1                                                            | Proteína de ligação ao trato de polipirimidina 1                                         | [ 49 ] |                                               |
| PTBP3     | PTBP3                                                            | Proteína de ligação ao trato de polipirimidina 3                                         | [ 50 ] [ 49 ] [ 59 ] |                                               |
| PTGES3    | PTGES3                                                           | Prostaglandina E sintase 3                                                               | [ 50 ] |                                               |
| PTK2      | FAK                                                              | Proteína Tirosina Quinase 2                                                              | [ 150 ] |                                               |
| PUM1      | Pumilio-1                                                        | Homólogo de Pumilio 1                                                                    | [ 50 ] [ 49 ] [ 59 ] | sim                                           |
| PUM2      | Pumilio-2                                                        | Membro da Família de Ligação ao RNA de Pumilio 2                                         | [ 49 ] [ 59 ] [ 79 ] |                                               |
| PURA      | PURA                                                             | Proteína ativadora transcricional Pur-alfa                                               | [ 50 ] [ 49 ] [ 136 ] [ 138 ]                                                                                                   |                                               |
| PURB      | PURB                                                             | Proteína ativadora transcricional Pur-beta                                               | [ 50 ] [ 49 ] |                                               |
| PWP1      | PWP1                                                             | Homólogo de PWP1, Endonucleína                                                           | [ 49 ] |                                               |
| PXDNL     | PMR1                                                             | Peroxidasina Como                                                                        | [ 198 ] |                                               |
| PYCR1     | PYCR1                                                            | Pirrolina-5-carboxilato redutase                                                         | [ 50 ] |                                               |
| QKI       | QKI/HQK                                                          | QKI, Domínio KH contendo ligação a RNA                                                   | [ 49 ] |                                               |
| R3HDM1    | R3HDM1                                                           | Domínio R3H contendo 1                                                                   | [ 49 ] [ 59 ] |                                               |
| R3HDM2    | R3HDM2                                                           | Domínio R3H contendo 2                                                                   | [ 59 ] |                                               |
| RAB1A     | RAB1A                                                            | Proteína relacionada a Ras, Rab-1A                                                       | [ 50 ] [ 67 ] |                                               |
| RACGAP1   | RACGAP1                                                          | Proteína ativadora de GTPase Rac 1                                                       | [ 50 ] |                                               |
| RACK1     | RACK1                                                            | Receptor para C Quinase Ativada 1                                                        | [ 194 ] [ 121 ] [ 199 ] |                                               |
| RAD21     | RAD21                                                            | Proteína de reparo de quebra de fita dupla, homóloga rad21                               | [ 50 ] |                                               |
| RAE1      | RAE1                                                             | Exportação de Ácido Ribonucleico 1                                                       | [ 149 ] |                                               |
| RAN       | RAN                                                              | RAN, membro da família de oncogenes RAS                                                  | [ 170 ] [ 149 ] |                                               |
| RANBP1    | RANBP1                                                           | Proteína ativadora de GTPase específica de Ran                                           | [ 50 ] |                                               |
| RANBP2    | RANBP2/NUP358                                                    | Proteína de ligação a RAN 2                                                              | [ 149 ] |                                               |
| RBBP4     | RBBP4                                                            | Proteína de ligação a histonas RBBP4                                                     | [ 50 ] |                                               |
| RBFOX1    | RBFOX1                                                           | Proteína de ligação a RNA fox-1 homóloga                                                 | [ 50 ] [ 200 ] [ 201 ] | sim                                           |
| RBFOX2    | RBFOX2                                                           | Proteína de ligação a RNA fox-1 homóloga 2                                               | [ 200 ] |                                               |
| RBFOX3    | RBFOX3                                                           | Proteína de ligação a RNA fox-1 homóloga 3                                               | [ 200 ] |                                               |
| RBM12B    | RBM12B                                                           | Proteína de ligação a RNA 12B                                                            | [ 50 ] |                                               |
| RBM15     | RBM15                                                            | Proteína de ligação a RNA 15                                                             | [ 49 ] |                                               |
| RBM17     | RBM17                                                            | Proteína de ligação a RNA 17                                                             | [ 49 ] |                                               |
| RBM25     | RBM25                                                            | Proteína de ligação a RNA 25                                                             | [ 49 ] |                                               |
| RBM26     | RBM26                                                            | Proteína de ligação a RNA 26                                                             | [ 50 ] |                                               |
| RBM3      | RBM3                                                             | Proteína de ligação a RNA 3                                                              | [ 49 ] |                                               |
| RBM38     | RBM38                                                            | Proteína de ligação a RNA 38                                                             | [ 49 ] |                                               |
| RBM4      | RBM4                                                             | Proteína de Motivo de Ligação a RNA 4                                                    | [ 49 ] [ 202 ] |                                               |
| RBM4B     | RBM4B                                                            | Proteína de Motivo de Ligação a RNA 4B                                                   | [ 49 ] |                                               |
| RBM42     | RBM42                                                            | Proteína de Motivo de Ligação a RNA 42                                                   | [ 159 ] |                                               |
| RBM45     | RBM45                                                            | Proteína de Motivo de Ligação a RNA 45                                                   | [ 203 ] [ 204 ] |                                               |
| RBM47     | RBM47                                                            | Proteína de Motivo de Ligação a RNA 47                                                   | [ 59 ] |                                               |
| RBMS1     | RBMS1                                                            | Proteína de interação de fita simples com motivo de ligação a RNA 1                      | [ 50 ] [ 49 ] [ 59 ] |                                               |
| RBMS2     | RBMS2                                                            | Proteína de interação de fita simples com motivo de ligação a RNA 2                      | [ 50 ] [ 49 ] [ 59 ] |                                               |
| RBMX      | RBMX                                                             | Proteína de Motivo de Ligação a RNA Ligada ao cromossomo X                               | [ 59 ] |                                               |
| RBPMS     | RBPMS                                                            | Proteína de ligação a RNA com splicing múltiplo                                          | [ 205 ] |                                               |
| RC3H1     | Roquin-1                                                         | Domínios do Dedo Anular e Tipo CCCH 1                                                    | [ 49 ] [ 59 ] [ 206 ] |                                               |
| RC3H2     | MNAB                                                             | Domínios do Dedo Anular e Tipo CCCH 2                                                    | [ 59 ] [ 206 ] |                                               |
| RCC1      | RCC1                                                             | Regulador do cromossomo Condensação                                                      | [ 50 ] |                                               |
| RCC2      | RCC2                                                             | Proteína RCC2                                                                            | [ 50 ] |                                               |
| RECQL     | RECQL1                                                           | Helicase semelhante a RecQ                                                               | [ 49 ] |                                               |
| RFC3      | RFC3                                                             | Subunidade 3 do fator de replicação C                                                    | [ 50 ] |                                               |
| RFC4      | RFC4                                                             | Subunidade 4 do fator de replicação C                                                    | [ 50 ] |                                               |
| RGPD3     | RGPD3                                                            | Proteína 3 semelhante a RanBP2 e contendo o domínio GRIP                                 | [ 50 ] |                                               |
| RHOA      | RhoA                                                             | Membro A da família homóloga de Ras                                                      | [ 131 ] |                                               |
| RNASEL    | RNAse L                                                          | Ribonuclease L                                                                           | [ 96 ] [ 77 ] |                                               |
| RNF214    | RNF214                                                           | Proteína dedo anular 214                                                                 | [ 50 ] [ 49 ] |                                               |
| RNF219    | RNF219                                                           | Proteína dedo anular 219                                                                 | [ 59 ] | sim                                           |
| RNF25     | RNF25                                                            | Proteína dedo anular 25                                                                  | [ 49 ] |                                               |
| RNH1      | RNH1                                                             | Inibidor de ribonuclease                                                                 | [ 50 ] [ 60 ] |                                               |
| ROCK1     | ROCK1                                                            | Proteína Quinase 1 contendo espiral enrolada associada a Rho                             | [ 131 ] |                                               |
| RPS19     | Proteína Ribossomal S19                                          | Proteína Ribossomal S19                                                                  | [ 110 ] |                                               |
| RPS3      | Proteína Ribossomal S3 40S                                       | Proteína Ribossomal S3 40S                                                               | [ 108 ] [ 110 ] | sim                                           |
| RPS6      | Proteína Ribossomal S6                                           | Proteína Ribossomal S6                                                                   | [ 75 ] [ 108 ] [ 115 ] [ 116 ] [ 183 ]                                                                                          |                                               |
| RPS11     | Proteína Ribossomal S11                                          | Proteína Ribossomal S11                                                                  | [ 49 ] |                                               |
| RPS24     | Proteína Ribossomal S24                                          | Proteína Ribossomal S24                                                                  | [ 49 ] |                                               |
| RPS6KA3   | RSK2                                                             | Proteína Ribossomal S6 Quinase A3                                                        | [ 207 ] |                                               |
| RPS6KB1   | S6K1                                                             | Proteína Ribossomal S6 Quinase B1                                                        | [ 183 ] |                                               |
| RPS6KB2   | S6K2                                                             | Proteína Ribossomal S6 Quinase B2                                                        | [ 183 ] |                                               |
| RPTOR     | RAPTOR                                                           | Proteína Reguladora Associada ao Complexo mTOR 1                                         | [ 97 ] [ 106 ] [ 183 ] |                                               |
| RSL1D1    | RSL1D1                                                           | Proteína 1 contendo o domínio L1 ribossomal                                              | [ 50 ] |                                               |
| RTCB      | RTCB                                                             | Homólogo da ligase RtcB de splicing de tRNA, anteriormente C22orf28                      | [ 50 ] [ 49 ] |                                               |
| RTRAF     | RTRAF (formalmente C14orf166)                                    | Fator de Transcrição, Tradução e Transporte de RNA                                       | [ 49 ] |                                               |
| S100A7A   | S100A7A                                                          | Proteína S100-A7A                                                                        | [ 50 ] |                                               |
| S100A9    | S100A9                                                           | Proteína S100-A9                                                                         | [ 50 ] | sim                                           |
| SAFB2     | SAFB2                                                            | Fator de ligação de scaffold B2                                                          | [ 50 ] [ 49 ] | sim                                           |
| SAMD4A    | SMAUG1                                                           | Domínio de Motivo Alfa Estéril Contendo 4A                                               | [ 208 ] |                                               |
| SAMD4B    | SMAUG2                                                           | Domínio de Motivo Alfa Estéril Contendo 4B                                               | [ 49 ] |                                               |
| SCAPER    | SCAPER                                                           | Proteína Associada à Ciclina A da Fase S no RE                                           | [ 59 ] |                                               |
| SEC24C    | SEC24C                                                           | Proteína de Transporte de Proteínas Sec24C                                               | [ 50 ] [ 49 ] |                                               |
| SECISBP2  | Proteína de Ligação SECIS 2                                      | Proteína de Ligação SECIS 2                                                              | [ 49 ] [ 59 ] |                                               |
| SERBP1    | PAI-RBP1/SERBP1                                                  | Proteína de Ligação ao mRNA da SERPINE1 1                                                | [ 54 ] [ 209 ] [ 93 ] |                                               |
| SERPINE1  | PAI-1/Serpina E1                                                 | Membro 1 da Família E da Serpina                                                         | [ 210 ] |                                               |
| SF1       | SF1                                                              | Fator de Splicing 1                                                                      | [ 49 ] |                                               |
| SFN       | SFN                                                              | Proteína sigma 14-3-3                                                                    | [ 50 ] |                                               |
| SFPQ      | PSF                                                              | Fator de Splicing Rico em Prolina e Glutamina                                            | [ 50 ] [ 185 ] |                                               |
| SFRS3     | SFRS3                                                            | Fator de Splicing 3 Rico em Serina/Arginina                                              | [ 50 ] |                                               |
| SIPA1L1   | SIPA1L1                                                          | Proteína 1 semelhante à proteína 1 associada à proliferação induzida por sinal           | [ 50 ] |                                               |
| SIRT6     | Sirtuin 6                                                        | Sirtuína 6                                                                               | [ 211 ] |                                               |
| SLBP      | Ligação Haste-Alça Proteína                                      | Ligação Haste-Alça Proteína                                                              | [ 49 ] |                                               |
| SMAP2     | SMAP2                                                            | Pequeno ArfGAP2                                                                          | [ 59 ] |                                               |
| SMARCA1   | SMARCA1/SNF2L1                                                   | Provável ativador global de transcrição SNF2L1                                           | [ 50 ] |                                               |
| SMC4      | SMC4                                                             | Proteína de manutenção estrutural dos cromossomos                                        | [ 50 ] |                                               |
| SMG1      | SMG-1                                                            | SMG1, Quinase relacionada à PI3K associada à degradação do mRNA sem sentido              | [ 208 ] [ 212 ] |                                               |
| SMG6      | SMG6                                                             | SMG6, Fator de degradação do mRNA sem sentido                                            | [ 59 ] |                                               |
| SMG7      | SMG7                                                             | SMG7, Fator de degradação do mRNA sem sentido                                            | [ 59 ] | sim                                           |
| SMN1      | Sobrevivência do Neurônio Motor                                  | Sobrevivência do Neurônio Motor 1, Telomérico                                            | [ 143 ] [ 213 ] [ 214 ] |                                               |
| SMU1      | SMU1                                                             | Proteína SMU1 contendo repetições WD40                                                   | [ 50 ] |                                               |
| SMYD5     | SMYD5                                                            | Membro 5 da Família SMYD                                                                 | [ 49 ] |                                               |
| SND1      | Tudor-SN                                                         | Nuclease estafilocócica e domínio Tudor contendo 1                                       | [ 49 ] [ 59 ] [ 52 ] [ 215 ] |                                               |
| SNRPF     | SNRPF                                                            | Ribonucleoproteína nuclear pequena F                                                     | [ 50 ] |                                               |
| SNTB2     | SNTB2                                                            | Beta-2-sintrofina                                                                        | [ 50 ] |                                               |
| SOGA3     | SOGA3                                                            | Membro 3 da Família SOGA                                                                 | [ 49 ] |                                               |
| SORBS1    | SORBS1                                                           | Proteína 1 contendo domínios SH3 e sorbina                                               | [ 50 ] |                                               |
| SORBS3    | Vinexin                                                          | Contendo 3 domínios SH3 e sorbina                                                        | [ 216 ] |                                               |
| SOX3      | SOX3                                                             | Caixa SRY 3                                                                              | [ 49 ] |                                               |
| SPAG5     | Astrin                                                           | Antígeno 5 associado ao esperma                                                          | [ 97 ] [ 183 ] |                                               |
| SPATS2    | SPATS2/SPATA10/SCR59                                             | Rico em serina associado à espermatogênese 2                                             | [ 49 ] |                                               |
| SPATS2L   | SGNP                                                             | Rico em serina associado à espermatogênese 2 Como                                        | [ 50 ] [ 217 ] |                                               |
| SPECC1L   | SPECC1L                                                          | Citospina-A                                                                              | [ 50 ] |                                               |
| SQSTM1    | SQSTM1/p62                                                       | Sequestossomo 1                                                                          | [ 71 ] |                                               |
| SRI       | SRI                                                              | Sorcina                                                                                  | [ 50 ] [ 49 ] |                                               |
| SRP68     | Partícula de Reconhecimento de Sinal 68                          | Partícula de Reconhecimento de Sinal 68                                                  | [ 49 ] [ 53 ] |                                               |
| SRP9      | SRP9                                                             | Partícula de Reconhecimento de Sinal 9                                                   | [ 218 ] |                                               |
| SRRT      | SRRT                                                             | Homólogo de molécula efetora de RNA serrilhado                                           | [ 50 ] |                                               |
| SRSF1     | ASF/SF2                                                          | Fator de Splicing 1 Rico em Serina e Arginina                                            | [ 49 ] [ 219 ] |                                               |
| SRSF3     | SRp20                                                            | Fator de Splicing 3 Rico em Serina e Arginina                                            | [ 220 ] [ 221 ] [ 222 ] [ 67 ]                                                                                                  |                                               |
| SRSF4     | SRSF4                                                            | Fator de splicing rico em serina/arginina 4                                              | [ 50 ] |                                               |
| SRSF5     | SRSF5/SRP40                                                      | Fator de splicing rico em serina/arginina 5                                              | [ 49 ] |                                               |
| SRSF7     | 9G8                                                              | Fator de splicing rico em serina e arginina 7                                            | [ 54 ] |                                               |
| SRSF9     | SRSF9/SRP30C                                                     | Fator de splicing rico em serina/arginina 9                                              | [ 49 ] |                                               |
| SS18L1    | SS18L1/CREST                                                     | SS18L1, Subunidade do Complexo de Remodelação da Cromatina nBAF                          | [ 223 ] |                                               |
| ST7       | ST7/FAM4A1/HELG/RAY1/TSG7                                        | Supressão da Tumorigenicidade 7                                                          | [ 59 ] | sim                                           |
| STAT1     | STAT1                                                            | Transdutor de sinal e ativador da transcrição 1-alfa/beta                                | [ 50 ] |                                               |
| STAU1     | Staufen 1                                                        | Proteína 1 de Ligação a RNA de Fita Dupla de Staufen                                     | [ 50 ] [ 49 ] [ 123 ] [ 79 ] [ 224 ]                                                                                            |                                               |
| STAU2     | Staufen 2                                                        | Proteína 2 de Ligação a RNA de Fita Dupla de Staufen                                     | [ 50 ] [ 49 ] [ 59 ] [ 123 ] | sim                                           |
| STIP1     | STIP1/HOP                                                        | Fosfoproteína 1 induzida por estresse                                                    | [ 50 ] [ 61 ] |                                               |
| STRAP     | STRAP                                                            | Proteína associada ao receptor de serina-treonina quinase                                | [ 50 ] [ 49 ] |                                               |
| SUGP2     | SUGP2                                                            | Proteína 2 contendo o domínio SURP e o G-patch                                           | [ 50 ] |                                               |
| SUGT1     | SUGT1                                                            | Homólogo de SGT1, Cochaperona da Montagem do Complexo Cinetocoro de MIS12                | [ 59 ] |                                               |
| SUN1      | SUN1                                                             | Proteína 1 contendo o domínio SUN                                                        | [ 50 ] |                                               |
| SYCP3     | SYCP3                                                            | Proteína 3 do complexo sinaptonemal                                                      | [ 50 ] |                                               |
| SYK       | SYK                                                              | Tirosina Quinase Associada ao Baço                                                       | [ 151 ] |                                               |
| SYNCRIP   | SYNCRIP                                                          | Nuclear heterogêneo Ribonucleoproteína Q                                                 | [ 50 ] [ 49 ] [ 59 ] [ 225 ] | sim                                           |
| TAGLN3    | Transgelina 3                                                    | Transgelina 3                                                                            | [ 49 ] |                                               |
| TAF15     | TAF15                                                            | Fator 15 Associado à Proteína de Ligação TATA-Box                                        | [ 50 ] [ 49 ] [ 128 ] [ 129 ] [ 134 ] [ 67 ]                                                                                    |                                               |
| TARDBP    | TDP-43                                                           | Proteína de Ligação ao DNA TAR                                                           | [ 50 ] [ 124 ] [ 226 ] [ 227 ] [ 155 ] [ 158 ] [ 113 ] [ 204 ] [ 228 ] [ 229 ]                                                  |                                               |
| TBRG1     | TBRG1                                                            | Regulador 1 do Fator de Crescimento Transformador Beta                                   | [ 49 ] |                                               |
| TCEA1     | TCEA1                                                            | Proteína 1 do Fator de Alongamento da Transcrição A                                      | [ 50 ] |                                               |
| TCP1      | TCP1                                                             | Subunidade alfa da proteína 1 do complexo T                                              | [ 50 ] |                                               |
| TDRD3     | Domínio Tudor Contendo 3                                         | Domínio Tudor Contendo 3                                                                 | [ 49 ] [ 59 ] [ 93 ] [ 230 ] [ 231 ] [ 232 ]                                                                                    |                                               |
| TDRD7     | Domínio Tudor Contendo 7                                         | Domínio Tudor Contendo 7                                                                 | [ 59 ] |                                               |
| TERT      | TERT                                                             | Transcriptase Reversa da Telomerase                                                      | [ 233 ] |                                               |
| THOC2     | THOC2                                                            | Complexo THO 2                                                                           | [ 149 ] |                                               |
| THRAP3    | THRAP3                                                           | Proteína 3 Associada ao Receptor do Hormônio Tireoidiano                                 | [ 49 ] |                                               |
| TIA1      | TIA-1                                                            | Proteína de Ligação ao RNA Associada ao Grânulo Citotóxico TIA1                          | [ 115 ] [ 50 ] [ 49 ] [ 54 ] [ 63 ] [ 76 ] [ 79 ] [ 89 ] [ 105 ] [ 133 ] [ 144 ] [ 154 ] [ 160 ] [ 213 ] [ 228 ] [ 234 ] [ 67 ] |                                               |
| TIAL1     | TIAR                                                             | Proteína Semelhante 1 à Ligação ao RNA Associada ao Grânulo Citotóxico TIA1              | [ 50 ] [ 49 ] [ 59 ] [ 79 ] [ 116 ] [ 123 ] [ 124 ] [ 160 ] [ 203 ] [ 213 ] [ 223 ]                                             |                                               |
| TMEM131   | TMEM131                                                          | Proteína Transmembrana 131                                                               | [ 59 ] | sim                                           |
| TMOD3     | TMOD3                                                            | Tropomodulina-3                                                                          | [ 50 ] |                                               |
| TNKS      | PARP-5a                                                          | Tanquirase                                                                               | [ 190 ] |                                               |
| TNKS1BP1  | TNKS1BP1                                                         | Proteína de ligação à tankirase-1 de 182 kDa                                             | [ 50 ] [ 59 ] | sim                                           |
| TNPO1     | Transportina-1                                                   | Transportina-1/Carioferina (Importina) Beta 2                                            | [ 50 ] [ 49 ] [ 149 ] [ 235 ] [ 236 ]                                                                                           |                                               |
| TNPO2     | Transportina-2                                                   | Transportina-2                                                                           | [ 50 ] [ 59 ] |                                               |
| TNRC6A    | TNRC6A                                                           | Proteína 6A contendo repetição de trinucleotídeos                                        | [ 49 ] [ 59 ] | sim                                           |
| TNRC6B    | TNRC6B                                                           | Proteína 6B contendo repetição de trinucleotídeos                                        | [ 50 ] [ 49 ] [ 59 ] | sim                                           |
| TNRC6C    | TNRC6C                                                           | Trinucleotídeo Proteína 6C contendo repetição                                            | [ 49 ] [ 59 ] | sim                                           |
| TOMM34    | TOMM34                                                           | Subunidade TOM34 do receptor de importação mitocondrial                                  | [ 50 ] |                                               |
| TOP3B     | Topoisomerase (DNA) III Beta                                     | Topoisomerase (DNA) III Beta                                                             | [ 59 ] [ 231 ] [ 237 ] |                                               |
| TPM1      | TPM1                                                             | Cadeia alfa-1 da tropomiosina                                                            | [ 50 ] |                                               |
| TPM2      | TPM2                                                             | Cadeia beta da tropomiosina                                                              | [ 50 ] |                                               |
| TPR       | TPR                                                              | Região Promotora Translocada, Proteína da Cesta Nuclear                                  | [ 149 ] |                                               |
| TRA2B     | TRA2B                                                            | Homólogo do Transformador 2 Beta                                                         | [ 59 ] |                                               |
| TRAF2     | TRAF2                                                            | Fator 2 Associado ao Receptor de TNF                                                     | [ 120 ] |                                               |
| TRDMT1    | DNMT2                                                            | tRNA Metiltransferase 1 do Ácido Aspártico                                               | [ 238 ] |                                               |
| TRIM21    | TRIM21                                                           | E3 ubiquitina-proteína ligase TRIM21                                                     | [ 50 ] |                                               |
| TRIM25    | TRIM25                                                           | E3 ubiquitina/ISG15 ligase TRIM25                                                        | [ 50 ] [ 49 ] [ 67 ] |                                               |
| TRIM56    | TRIM56                                                           | E3 ubiquitina-proteína ligase TRIM56                                                     | [ 50 ] [ 59 ] [ 67 ] |                                               |
| TRIM71    | TRIM71                                                           | E3 ubiquitina-proteína ligase TRIM71                                                     | [ 49 ] |                                               |
| TRIP6     | TRIP6                                                            | Proteína 6 que Interage com o Receptor da Tireoide                                       | [ 50 ] [ 49 ] |                                               |
| TROVE2    | RORNP                                                            | Membro 2 da Família do Domínio TROVE                                                     | [ 49 ] |                                               |
| TTC17     | TTC17                                                            | Domínio de Repetição Tetratricopeptídica 17                                              | [ 59 ] | sim                                           |
| TUBA1C    | TUBA1C                                                           | Cadeia da Tubulina alfa-1C                                                               | [ 50 ] |                                               |
| TUBA3C    | TUBA3C                                                           | Cadeia da Tubulina alfa-3C/D                                                             | [ 50 ] |                                               |
| TUBA4A    | TUBA4A                                                           | Cadeia da Tubulina alfa-4A                                                               | [ 50 ] |                                               |
| TUBB3     | TUBB3                                                            | Cadeia da Tubulina beta-3                                                                | [ 50 ] |                                               |
| TUBB8     | TUBB8                                                            | Cadeia da Tubulina beta-8                                                                | [ 50 ] |                                               |
| TUFM      | TUFM                                                             | Fator de Alongamento Tu, mitocondrial                                                    | [ 50 ] |                                               |
| TXN       | TXN                                                              | Tiorredoxina                                                                             | [ 50 ] |                                               |
| TXNDC17   | TXNDC17                                                          | Domínio de Tiorredoxina Contendo 17                                                      | [ 49 ] |                                               |
| U2AF1     | U2AF1                                                            | Subunidade do fator de splicing U2AF de 35 kDa                                           | [ 50 ] |                                               |
| UBA1      | UBA1                                                             | Enzima 1 ativadora do modificador semelhante à ubiquitina                                | [ 50 ] |                                               |
| UBAP2     | UBAP2                                                            | Proteína associada à ubiquitina 2                                                        | [ 50 ] [ 49 ] [ 59 ] [ 67 ] |                                               |
| UBAP2L    | UBAP2L                                                           | Semelhante à proteína 2 associada à ubiquitina                                           | [ 50 ] [ 49 ] [ 59 ] [ 239 ] [ 240 ] [ 67 ]                                                                                     |                                               |
| UBB       | Ubiquitina                                                       | Ubiquitina                                                                               | [ 125 ] [ 144 ] |                                               |
| UBL5      | Semelhante à ubiquitina 5                                        | Semelhante à ubiquitina 5                                                                | [ 49 ] |                                               |
| UBQLN2    | Ubiquilina 2                                                     | Ubiquilina 2                                                                             | [ 241 ] |                                               |
| ULK1      | ULK1                                                             | Cinase 1 ativadora de autofagia semelhante à Unc-51                                      | [ 242 ] |                                               |
| ULK2      | ULK2                                                             | Cinase 2 ativadora de autofagia semelhante à Unc-51                                      | [ 242 ] |                                               |
| UPF1      | UPF1                                                             | UPF1, RNA helicase e ATPase                                                              | [ 50 ] [ 49 ] [ 59 ] [ 212 ] [ 67 ]                                                                                             | sim                                           |
| UPF2      | UPF2                                                             | UPF2, RNA helicase e ATPase                                                              | [ 212 ] |                                               |
| UPF3B     | UPF3B                                                            | UPF3B, regulador da degradação de mRNA mediada por nonsense                              | [ 49 ] |                                               |
| USP10     | USP10                                                            | Peptidase específica da ubiquitina 10                                                    | [ 50 ] [ 49 ] [ 59 ] [ 75 ] [ 76 ] [ 199 ] [ 67 ]                                                                               |                                               |
| USP11     | USP11                                                            | Peptidase específica da ubiquitina 11                                                    | [ 49 ] |                                               |
| USP13     | USP13                                                            | Peptidase específica da ubiquitina 13                                                    | [ 243 ] |                                               |
| USP5      | USP5                                                             | Hidrolase carboxil-terminal da ubiquitina 5                                              | [ 50 ] [ 243 ] |                                               |
| USP9X     | USP9X                                                            | Peptidase específica da ubiquitina 9, ligada ao cromossomo X                             | [ 232 ] |                                               |
| UTP18     | UTP18                                                            | UTP18, componente do processoma de subunidade pequena                                    | [ 49 ] |                                               |
| VASP      | VASP                                                             | Fosfoproteína estimulada por vasodilatador                                               | [ 50 ] |                                               |
| VBP1      | VBP1                                                             | Proteína de Ligação VHL 1                                                                | [ 49 ] |                                               |
| VCP       | VCP                                                              | Proteína Contendo Valosina                                                               | [ 50 ] [ 244 ] [ 197 ] [ 242 ]                                                                                                  |                                               |
| WBP2      | WBP2                                                             | Proteína de Ligação ao Domínio WW 2                                                      | [ 49 ] |                                               |
| WDR47     | WDR47                                                            | Domínio de Repetição WD 47                                                               | [ 49 ] |                                               |
| WDR62     | WDR62                                                            | Domínio de Repetição WD 62                                                               | [ 179 ] |                                               |
| XPO1      | XPO1/CRM1                                                        | Exportina 1                                                                              | [ 149 ] |                                               |
| XRN1      | XRN1                                                             | Exoribonuclease 5'-3' 1                                                                  | [ 69 ] [ 49 ] [ 59 ] | sim                                           |
| XRN2      | XRN2                                                             | Exoribonuclease 5'-3' 2                                                                  | [ 49 ] |                                               |
| YARS      | YARS                                                             | Tirosina—tRNA ligase citoplasmática                                                      | [ 50 ] |                                               |
| YBX1      | YB-1                                                             | Proteína de Ligação à Caixa Y 1                                                          | [ 50 ] [ 49 ] [ 54 ] [ 53 ] [ 91 ] [ 104 ] [ 245 ]                                                                              |                                               |
| YBX3      | YBX3/ZONAB                                                       | Proteína de Ligação à Caixa Y 3                                                          | [ 50 ] [ 49 ] [ 59 ] |                                               |
| YES1      | YES1                                                             | Tirosina-proteína quinase Sim                                                            | [ 50 ] |                                               |
| YLPM1     | YLPM1                                                            | Motivo YLP Contendo 1                                                                    | [ 49 ] |                                               |
| YTHDF1    | YTHDF1                                                           | Proteína 1 da família do domínio YTH                                                     | [ 50 ] [ 49 ] [ 59 ] [ 246 ] [ 247 ]                                                                                            |                                               |
| YTHDF2    | YTHDF2                                                           | Proteína 2 da família do domínio YTH                                                     | [ 50 ] [ 49 ] [ 59 ] [ 246 ] [ 247 ]                                                                                            | sim                                           |
| YTHDF3    | YTHDF3                                                           | Proteína 3 da família do domínio YTH                                                     | [ 50 ] [ 248 ] [ 49 ] [ 59 ] [ 246 ] [ 247 ]                                                                                    |                                               |
| YWHAB     | 14-3-3                                                           | Proteína Beta de Ativação da Tirosina 3-Monoxigenase/Triptofano 5-Monoxigenase           | [ 50 ] [ 180 ] |                                               |
| YWHAH     | 14-3-3                                                           | Proteína 14-3-3 eta                                                                      | [ 50 ] |                                               |
| YWHAQ     | 14-3-3                                                           | Proteína 14-3-3 teta                                                                     | [ 50 ] |                                               |
| ZBP1      | ZBP1                                                             | Proteína de Ligação ao Z-DNA 1                                                           | [ 249 ] [ 250 ] |                                               |
| ZCCHC11   | ZCCHC11                                                          | Dedo de Zinco Proteína 11 contendo o domínio CCCH                                        | [ 59 ] |                                               |
| ZCCHC14   | ZCCHC14                                                          | Dedo de Zinco Proteína 14 contendo o domínio CCCH                                        | [ 59 ] |                                               |
| ZC3H11A   | ZC3H11A                                                          | Proteína 11a contendo o domínio CCCH do dedo de zinco                                    | [ 49 ] |                                               |
| ZC3H14    | ZC3H14                                                           | Proteína 14 contendo o domínio CCCH do dedo de zinco                                     | [ 50 ] |                                               |
| ZCCHC2    | ZCCHC2                                                           | Proteína 2 contendo o domínio CCCH do dedo de zinco                                      | [ 59 ] |                                               |
| ZCCHC3    | ZCCHC3                                                           | Proteína 3 contendo o domínio CCCH do dedo de zinco                                      | [ 59 ] |                                               |
| ZC3H7A    | ZC3H7A                                                           | Proteína 7A contendo o domínio CCCH do dedo de zinco                                     | [ 50 ] |                                               |
| ZC3H7B    | ZC3H7B                                                           | Proteína 7B contendo o domínio CCCH do dedo de zinco                                     | [ 50 ] [ 49 ] |                                               |
| ZC3HAV1   | PARP-13.1/PARP-13.2/ARTD13                                       | Tipo de dedo de zinco contendo CCCH, Antiviral 1                                         | [ 50 ] [ 59 ] [ 190 ] | sim                                           |
| ZFAND1    | ZFAND1                                                           | Tipo de dedo de zinco contendo AN1 1                                                     | [ 197 ] |                                               |
| ZFP36     | TTP/TIS11                                                        | Proteína de dedo anular ZFP36/Trisetrapolina                                             | [ 69 ] [ 49 ] [ 179 ] [ 251 ] [ 252 ] [ 253 ]                                                                                   | sim                                           |
| ZNF598    | ZNF598                                                           | Proteína de dedo de zinco 598                                                            | [ 59 ] |                                               |
| ZNF638    | ZNF638                                                           | Proteína de dedo de zinco 638                                                            | [ 50 ] |                                               |